# Santa Bárbara d'Oeste
Santa Bárbara d'Oeste é um município brasileiro no interior do estado de São Paulo. Pertencente à mesorregião e microrregião de Campinas, localiza-se a noroeste da capital do estado, distando desta cerca de 138 km. Ocupa uma área de 271,492 km², sendo que 82 km² estão em perímetro urbano, e sua população, segundo o censo de 2022, era de 183 347 habitantes, sendo então o 44º mais populoso de São Paulo e o sexto da Região Metropolitana de Campinas, da qual faz parte. A cidade é parte do Complexo Metropolitano Expandido, a macrometrópole que ultrapassa os 30 milhões de habitantes e que compõe aproximadamente 75% da população paulista.
A cidade foi emancipada de Constituição (hoje Piracicaba) na década de 1900. Entretanto sua fundação é considerada como ocorrida em 1818, visto que este foi ano em que foi construída a igreja matriz local, sendo o aniversário em 4 de dezembro, em homenagem a padroeira Santa Bárbara, que também serviu de referência para o nome do município. Margarida da Graça Martins é considerada a fundadora da cidade, por ter doado o terreno para a construção da matriz, sendo assim o primeiro município brasileiro fundado por uma mulher. A cidade também é considerada como o berço da indústria automobilística no Brasil, uma vez que foi a responsável pela produção do primeiro automóvel do Brasil. Hoje Santa Bárbara d'Oeste é formada apenas pela Sede, não possuindo distritos, sendo subdividida apenas pelos seus pouco mais de 130 bairros.
Santa Bárbara conta ainda com uma importante tradição cultural, que vai desde o seu artesanato até o teatro, a música e o esporte. A imigração norte-americana no século XIX trouxe várias influências nas manifestações culturais e atrativos turísticos, como a realização da Festa da Imigração, a Feira das Nações e a Festa Confederada Brasil-Estados Unidos. No município está situado o Cemitério do Campo, mais conhecido por "Cemitério dos Americanos", que é administrado pela Fraternidade de Descendência Americana, entidade que promove reuniões e eventos periódicos no local para preservar as tradições e costumes dos imigrantes estadunidenses.
Em 2015, o município foi considerado a 9ª melhor cidade brasileira de médio porte por uma classificação realizada pela Editora Três e pela empresa de classificação de risco Austin Rating e divulgada em setembro de 2015 pela revista IstoÉ, com dados de 2014.

## História

### Origens

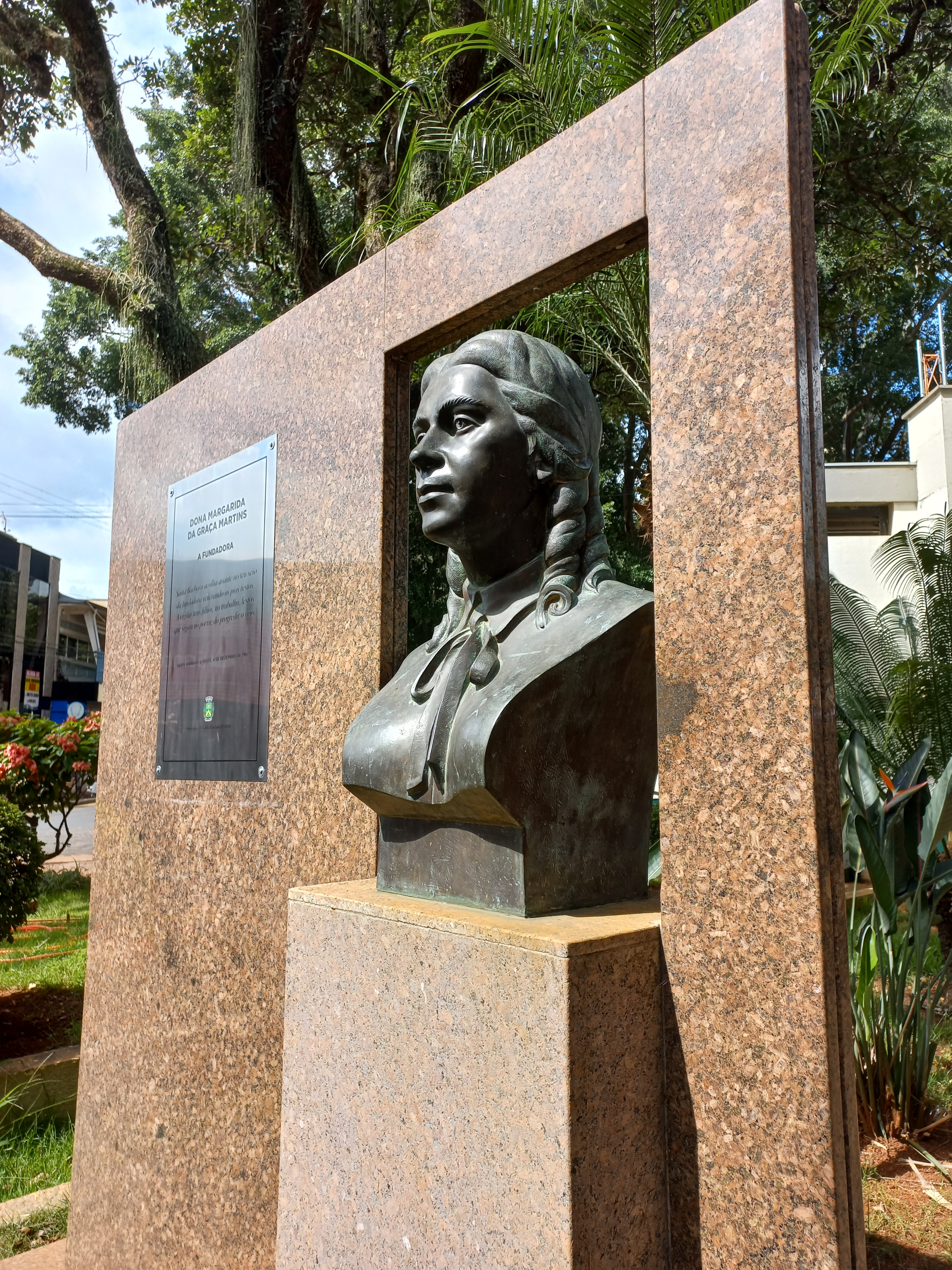
Busto de Margarida da Graça Martins, a fundadora de Santa Bárbara d'Oeste, uma das poucas cidades fundadas por uma mulher no Brasil

Até por volta de 1810, a área onde está situada a região do município de Santa Bárbara d'Oeste não passava de mata virgem. Naquele ano, o lugar começou a ser desbravado com a abertura de uma estrada de rodagem ligando a freguesia de Santo Antônio de Piracicaba à Vila de São Carlos de Campinas. Com essas obras, descobriu-se uma região de solo massapé propício para o cultivo e banhada por muitas águas. A partir disso, novas sesmarias foram demarcadas para venda.
Margarida da Graça Martins, viúva do Sargento-mor Francisco de Paula Martins, comprou uma sesmaria de duas léguas quadradas, delimitada ao Norte com o Rio Piracicaba e a Nordeste com o Ribeirão Quilombo. Lá fundou uma fazenda com engenho de açúcar e encarregou seu filho, o Capitão Manoel Francisco da Graça Martins, de administrar as terras, nas quais o mesmo iria radicar-se por volta de 1818, cuidando de iniciar a formação de um povoado e de erguer uma capela, sob a invocação de Santa Bárbara. Para constituir o patrimônio do novo núcleo, efetuou a doação de uma área de, aproximadamente, 30 alqueires. Por Margarida ter sido originalmente a dona das terras daquele povoado, a cidade ficou conhecida por se tornar o primeiro e único município brasileiro fundado por uma mulher. E como a capela foi erguida em 1818, a data de fundação é considerada 4 de dezembro daquele ano.
O distrito de Santa Bárbara foi criado anos mais tarde após a formação do povoado e da construção da capela, pela Lei provincial n.° 9, de 18 de fevereiro de 1842, sendo transferido do Município de Constituição para o de Campinas, pela de n.° 1, de 23 de janeiro de 1844. Pela Lei provincial n.° 12, de 2 de março de 1846, o Distrito passou a pertencer ao Município de Piracicaba, ex-Constituição. A Lei provincial n.° 2, de 15 de junho de 1869 criou oficialmente o município, com a denominação de Santa Bárbara, com território desmembrado do de Piracicaba. A sede municipal recebeu foros de cidade através da Lei estadual n.° 1 038, de 19 de dezembro de 1906. O Município sempre foi constituído de um único distrito. Pelo Decreto-lei estadual n.° 14 334 de 30 de novembro de 1944, passou a denominar-se Santa Bárbara d'Oeste em homenagem a padroeira.

### Século XIX

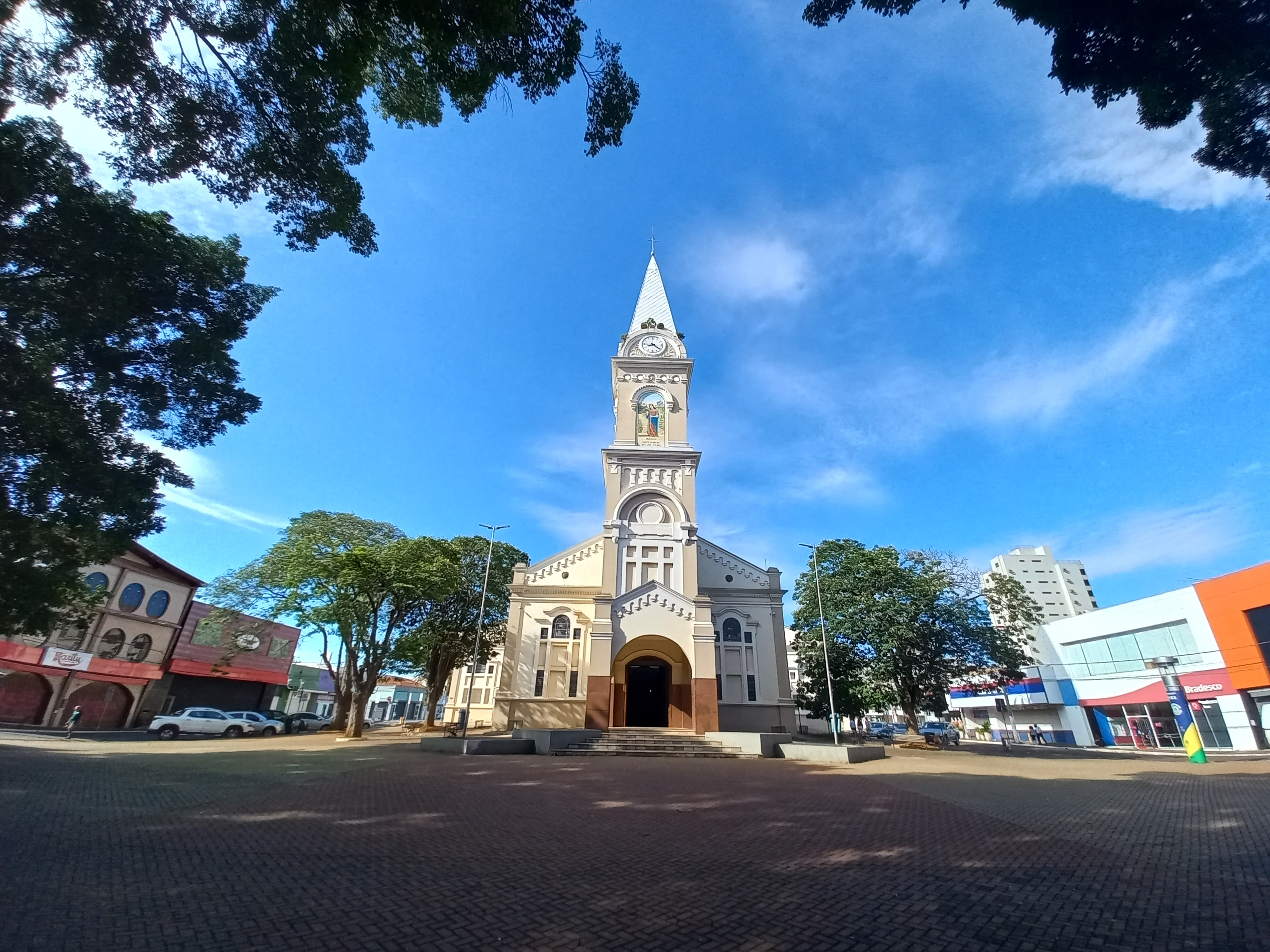
Igreja matriz de Santa Bárbara, o marco zero da cidade.

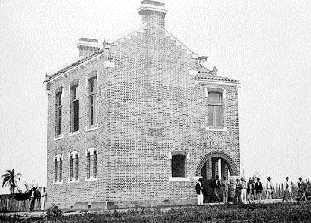
A antiga Casa de Câmara e Cadeia de Santa Bárbara d'Oeste.

À medida que a região foi sendo povoada, novos lavradores chegavam à cidade. Em 16 de abril de 1839, ocorreu a elevação à condição de Capela Curada de Santa Bárbara dos Toledos (O nome "Toledos" foi adicionado em referência ao riacho que cruzava a cidade, denominado Ribeirão dos Toledos), passando a ser o quarto distrito da Vila Nova da Constituição (atual cidade de Piracicaba) e o décimo sexto da Comarca de Porto Feliz.
A capela curada foi elevada a condição de freguesia a 18 de fevereiro de 1842, pela Assembleia Legislativa Provincial, conforme lei provincial número 9 sancionada pelo presidente da província José da Costa Carvalho, o barão de Monte Alegre.
Em 23 de janeiro de 1844, a freguesia de Santa Bárbara foi incorporada ao município de Campinas. A lei provincial editada em 2 de março de 1846 novamente anexou a freguesia de Santa Bárbara ao município de Vila da Constituição, atual Piracicaba. A lei provincial número 2 de 15 de junho de 1869, criou o município de Santa Bárbara desmembrando-o de Piracicaba.

#### Imigração estadunidense

Em 1972, Jimmy Carter, então governador da Geórgia, visitou o Cemitério dos Americanos, em Santa Bárbara d'Oeste, onde estão os corpos de confederados que emigraram para o Brasil depois da Guerra Civil Americana.

A partir de 1867 passaram a chegar os imigrantes estadunidenses, sulistas sobreviventes da Guerra de Secessão. Juntamente com seus costumes e culturas, os norte-americanos também trouxeram novos métodos e técnicas agrícolas, contribuindo em muito para o progresso da agricultura. Além das novas técnicas agrícolas, os estadunidenses trouxeram novos credos religiosos para o Brasil. Em 10 de setembro de 1871 foi fundada a primeira igreja batista brasileira, em terras barbarenses.
De todas as regiões que acolheram americanos, Santa Bárbara d'Oeste, foi uma das que mais se desenvolveram. Os primeiros norte-americanos a chegar no município foram o coronel William Hutchinson Norris, ex-combatente da Guerra Civil Americana e ex-senador do estado do Alabama, e seu filho, que passaram a ministrar cursos sobre técnicas de cultivo de algodão aos fazendeiros locais. Uma vez estabelecidos, receberam o restante da família e outros conterrâneos.
A imigração norte-americana deu início a um dos principais eventos da cidade. Trimestralmente acontece em Santa Bárbara d'Oeste a Reunião da Fraternidade Descendência Americana e, anualmente, acontece a Festa Confederada Brasil-Estados Unidos no Cemitério do Campo, onde descendentes, do país inteiro, vestidos com roupas típicas do sul dos Estados Unidos, se reúnem para preservar suas tradições. Muitos imigrantes que vieram para Santa Bárbara d'Oeste conseguiram destaque nacional, como foi o caso de Pérola Byington, uma filantropa e ativista social nascida na cidade.

#### Imigração italiana
Também durante o século XIX vieram os colonos de origem europeia, principalmente italianos. Aos poucos o povoado também foi crescendo, abrindo oficinas, fabricando-se implementos agrícolas e desenvolvendo outras atividades artesanais.
Para resgatar a cultura e memória dos italianos que deixaram sua pátria e se aventuraram em uma nova vida no Brasil, um grupo de descendentes fundou o "Circolo Italiano di Santa Bárbara d'Oeste". Anualmente, o grupo promove a "Semana Cultural Italiana", que conta com apresentações de corais e cantores ítalo-brasileiros, exibição de filmes, exposições no Museu da Imigração, apresentações de peças de teatro e missas celebradas com cânticos e ritos em italiano.

### Séculos XX e XXI

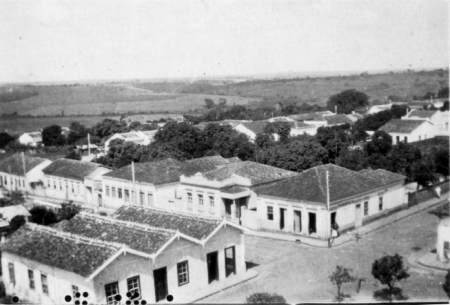
Centro da cidade na década de 1930.

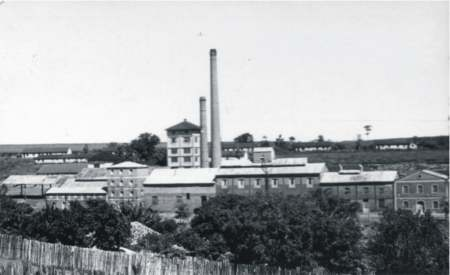
Usina de Cillo na década de 1940.

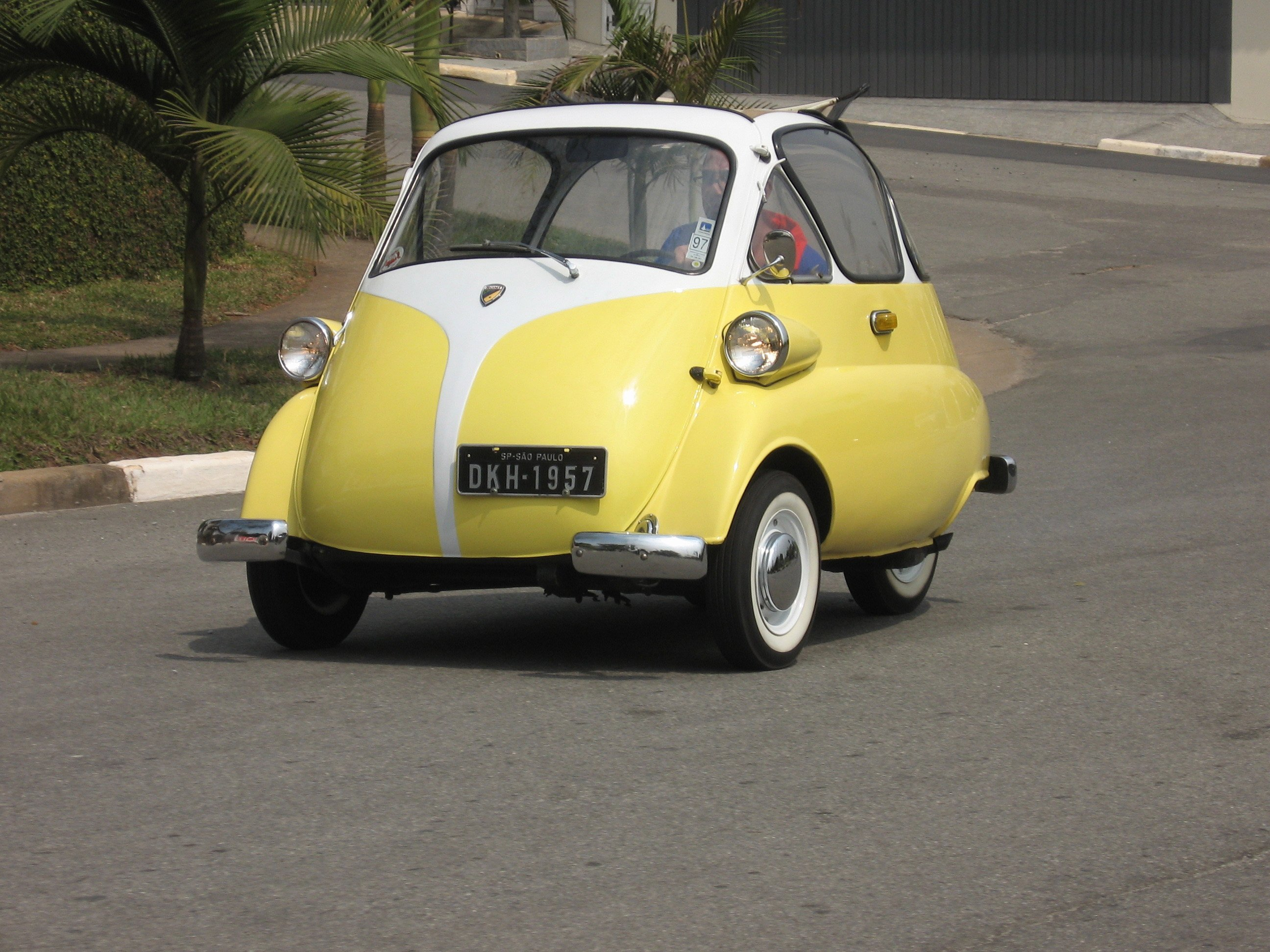
Romi-Isetta, o primeiro automóvel do Brasil, produzido pela empresa barbarense Indústrias Romi S.A..

A indústria do açúcar tomou grande impulso no final do século XIX, com o aumento na demanda desse produto. Nessa época foram instaladas grandes usinas açucareiras no município, dentre as quais destacam-se a Usina de Cillo e a Usina Santa Bárbara (atualmente desativadas). Por conseguinte, a partir da década de 1920 surgiram diversas indústrias de implementos agrícolas e indústrias têxteis. Com o passar dos anos, surgiram novas indústrias e, na década de 1950, foi produzido no município o primeiro automóvel brasileiro: o Romi-Isetta, lançado em 5 de setembro de 1956.
Entre as décadas de 1960 e 1970, o rápido desenvolvimento de Americana, fez com que muitas pessoas viessem a procura de emprego e moradia. Como o território americanense é pequeno ele não comportou esse crescimento, e essas pessoas só tiveram a opção de se estabelecer na divisa entre Santa Bárbara e Americana, gerando o fenômeno de conurbação no local e dando origem a região conhecida como Zona Leste de Santa Bárbara. Esse fenômeno ocorreu também pelo fato de que a maioria da população desconhecia onde terminava um município e começava outro. Isso se dava porque o limite dos municípios ainda não estava totalmente fixado. O problema foi resolvido e a divisa das cidades foi fixada como a avenida que corta a região, que recebeu o nome de Avenida da Amizade.
A conurbação, apesar de ter trazido desenvolvimento para Santa Bárbara, também trouxe problemas. O grande aumento demográfico ocasionou forte desequilíbrio nas contas públicas do município, que não estava preparado para receber um fluxo tão grande de pessoas e arcar com as despesas. Isso causou anos de estagnação econômica, que hoje estão sendo superados graças ao desenvolvimento da cidade e de toda a região.
Desde os anos 2000, graças a investimentos públicos e privados, a cidade vem alcançando seu equilíbrio econômico e social, tornando-se um município cada vez mais competitivo perante a Região Metropolitana de Campinas. Leis de incentivos para empresas que se instalarem na cidade foram criadas e a obra de ampliação da Rodovia dos Bandeirantes, cujo trajeto passa pelo município, trouxe novas possibilidades de desenvolvimento.
Santa Bárbara é hoje uma das principais forças econômicas da Região Metropolitana de Campinas, apresentando uma boa qualidade de vida, como é possível comprovar através de seu Índice de Desenvolvimento Humano (IDH), além disso os índices de desemprego e violência, apesar de não estarem nos mesmos índices de outrora, ainda continuam baixos se comparado a cidades vizinhas. A cidade apresenta um forte caráter industrial, atualmente, além das Indústrias Romi S.A., Usina Furlan, Goodyear, Canatiba, Mazak e Denso são algumas das empresas instaladas em seu polo industrial.
A cidade centros de compras como o Shopping Tivoli, um dos principais shoppings da região e grande ponto de encontro e de compras da cidade, inaugurado em novembro de 1998, e por onde passam mensalmente cerca de 700 mil pessoas. Ele atende a população compreendida pelos municípios de Santa Bárbara d´Oeste, Americana, Nova Odessa, Sumaré e Hortolândia, além de atender as regiões de Piracicaba e Limeira.

## Geografia

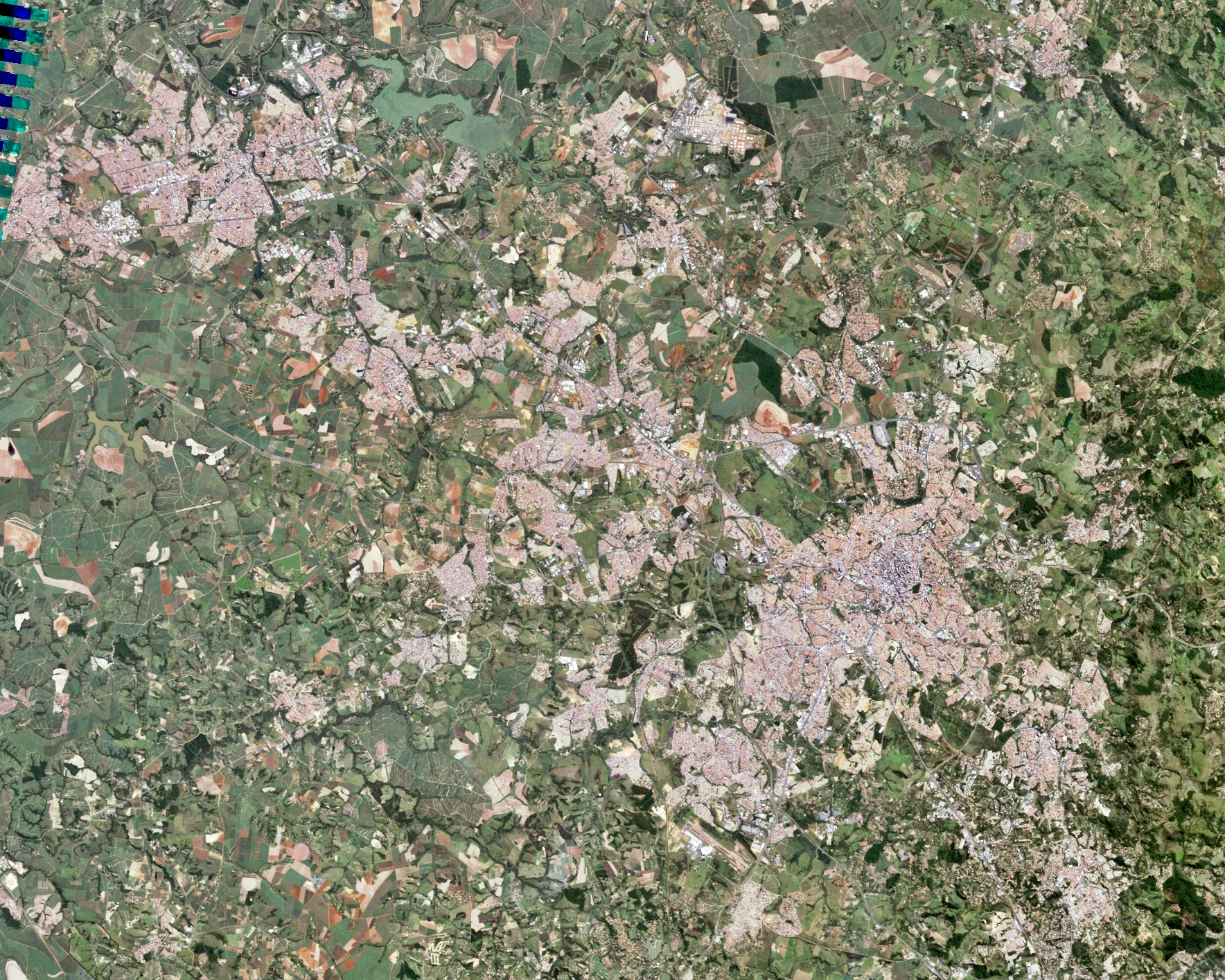
Imagem de satélite da Região Metropolitana de Campinas

A área do município é de 271,492 km², representando 0,1094% do território paulista, 0,0294% da área da região Sudeste do Brasil e 0,0032% de todo o território brasileiro. Desse total aproximadamente 82 km² estão em perímetro urbano.
No município predomina um relevo ligeiramente ondulado com altitude média de 540 m. O solo é podzolítico vermelho. A região de Santa Bárbara d'Oeste se localiza na chamada Depressão Periférica Paulista, formação entre os planaltos ocidental e atlântico (Serra do Mar e Serra da Mantiqueira). O município situa-se sobre o aquífero Tubarão, o qual apresenta reserva de águas subterrâneas de boa qualidade, embora sua extração seja dificultada pela grande profundidade do reservatório.

### Hidrografia

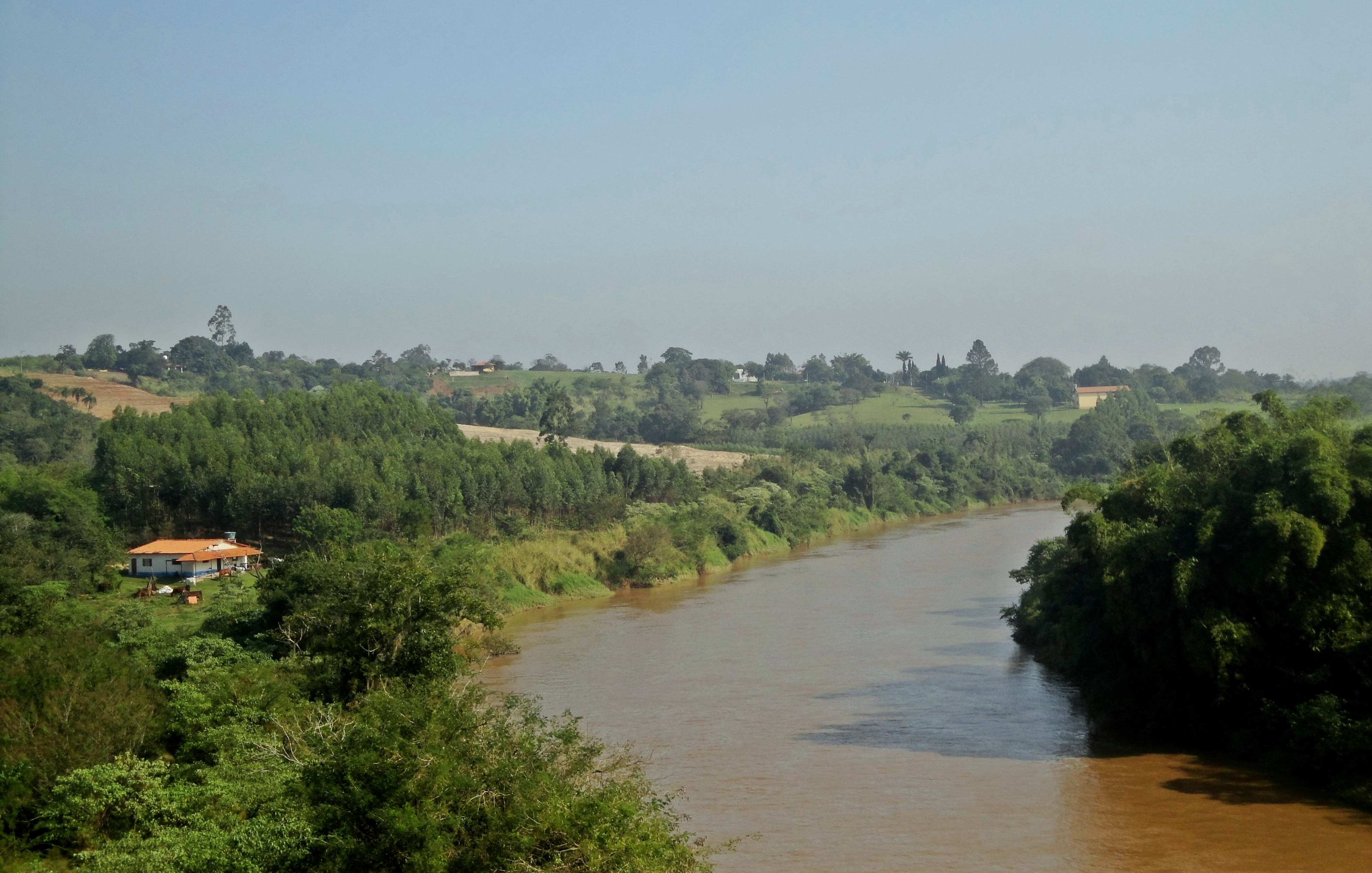
Rio Piracicaba visto da Rodovia dos Bandeirantes

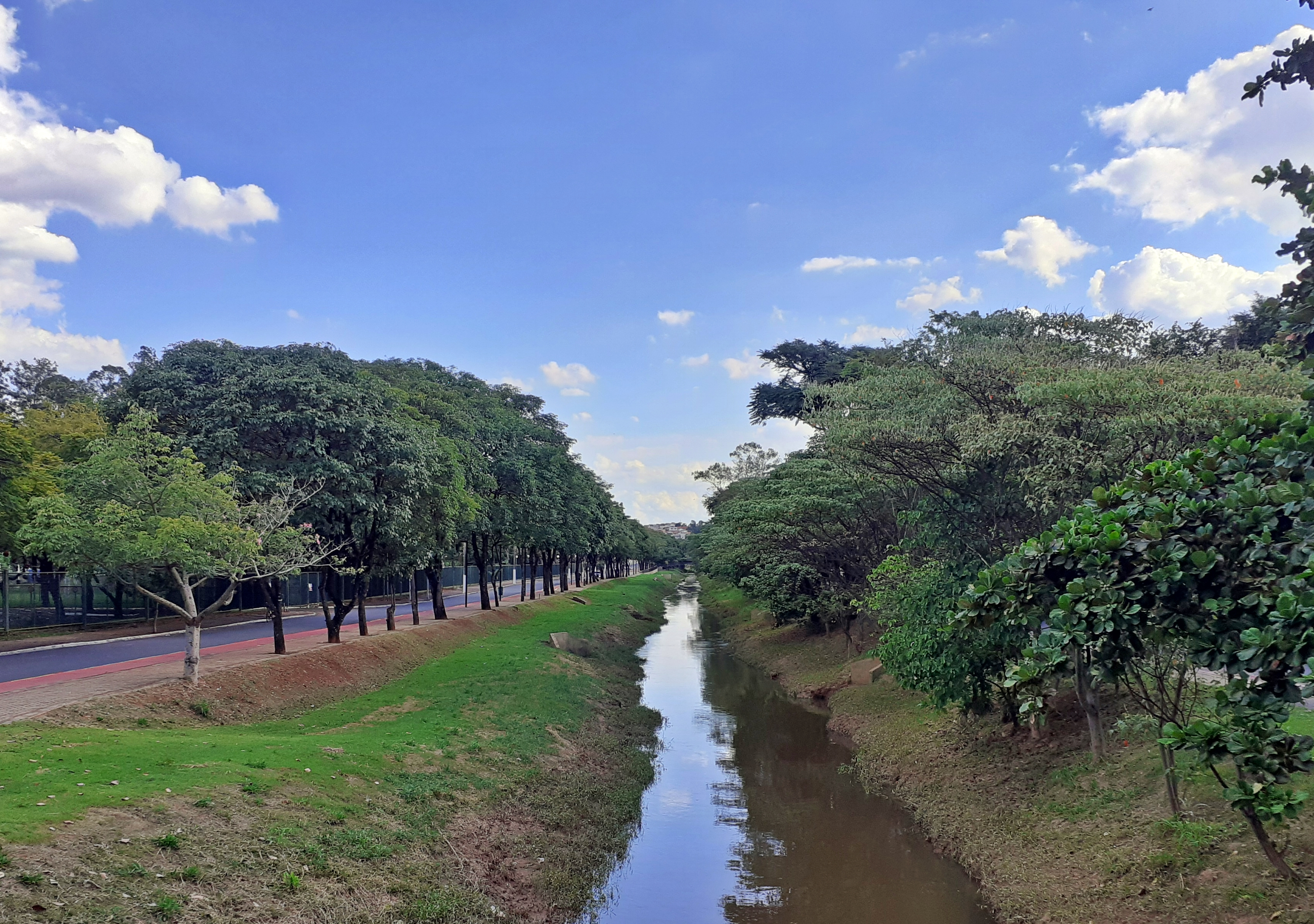
Vista do Ribeirão dos Toledos no trecho da avenida Corifeu de Azevedo Marques

Todo o território ocupado pelo município está contido em sub-bacias formadas por tributários do Rio Piracicaba. O Piracicaba é o maior afluente em volume de água do rio Tietê. É também um dos mais importantes rios paulistas e responsável pelo abastecimento da Região Metropolitana de Campinas e parte da Grande São Paulo. A bacia hidrográfica do rio Piracicaba estende-se por uma área de 12 531 km², abrangendo o sudeste do Estado de São Paulo e extremo sul de Minas Gerais. Observa-se uma nítida distinção entre o relevo da bacia do Ribeirão dos Toledos, que apresenta colinas suaves, de baixa declividade e a bacia do Ribeirão Alambari, que tem maiores variações geomorfológicas, com amplitudes altimétricas mais significativas e solo mais arenoso. A bacia hidrográfica que tem o Ribeirão dos Toledos como canal principal, mede 278 km², sendo formada por 275 riachos que juntos somam uma extensão de 85.450 metros.
As três principais represas do município de Santa Bárbara d'Oeste (Represa Areia Branca, Represa São Luís e Represa de Cillo) estão na bacia hidrográfica do ribeirão dos Toledos. A Represa Areia Branca foi inaugurada em janeiro de 1997, sendo a maior represa deste sistema hidrológico. Tem uma área superficial de 1 808 264 m² e volume hídrico armazenado de 3 500 000 m³. A soma do perímetro de suas margens ultrapassa 20 quilômetros de extensão. A Represa São Luiz possui área superficial de 777 989 m² e volume hídrico armazenado de 2 040 000 m³. As suas margens totalizam 12 quilômetros de comprimento. A Represa de Cillo é a mais antiga das três e foi originalmente construída para abastecer uma usina açucareira do município, mas atualmente pertence ao sistema municipal de abastecimento de água da cidade de Santa Bárbara d'Oeste. Possui área superficial de 649 608 m² e volume hídrico armazenado de 1 167 401 m³. Por estarem totalmente localizadas a montante da área urbana de Santa Bárbara d'Oeste, a água armazenada nessas represas apresenta baixo nível de poluição, propiciando que o município forneça água de boa qualidade a sua população.
A ocorrência de inundações no ribeirão dos Toledos em Santa Bárbara d'Oeste é um fenômeno recorrente, tendo sido registradas ocorrências desde o final da década de 1950. Tais transbordamentos foram intensificados pela urbanização acelerada que o município passou nos últimos anos. Inundações de grandes proporções ocorreram neste rio nos anos de 1953, 1983, 1994, 1997, 1998, 2010, 2011, 2012 e 2016. Inundações menores, mas potencialmente danosas são registradas de forma mais frequente, com frequência praticamente anual. As localidades com maiores probabilidades de ocorrência de alagamentos e inundações estão registrados em um mapeamento elaborado pela Prefeitura Municipal de Santa Bárbara d'Oeste. De acordo com esse levantamento, existem vinte e um locais demarcados como áreas de risco à ocorrência de inundações, sendo que dez pontos são considerados particularmente mais preocupantes por estarem em áreas mais densamente povoadas, com destaque para os bairros Sartori, Icaraí e Jardim Conceição.

### Meio ambiente

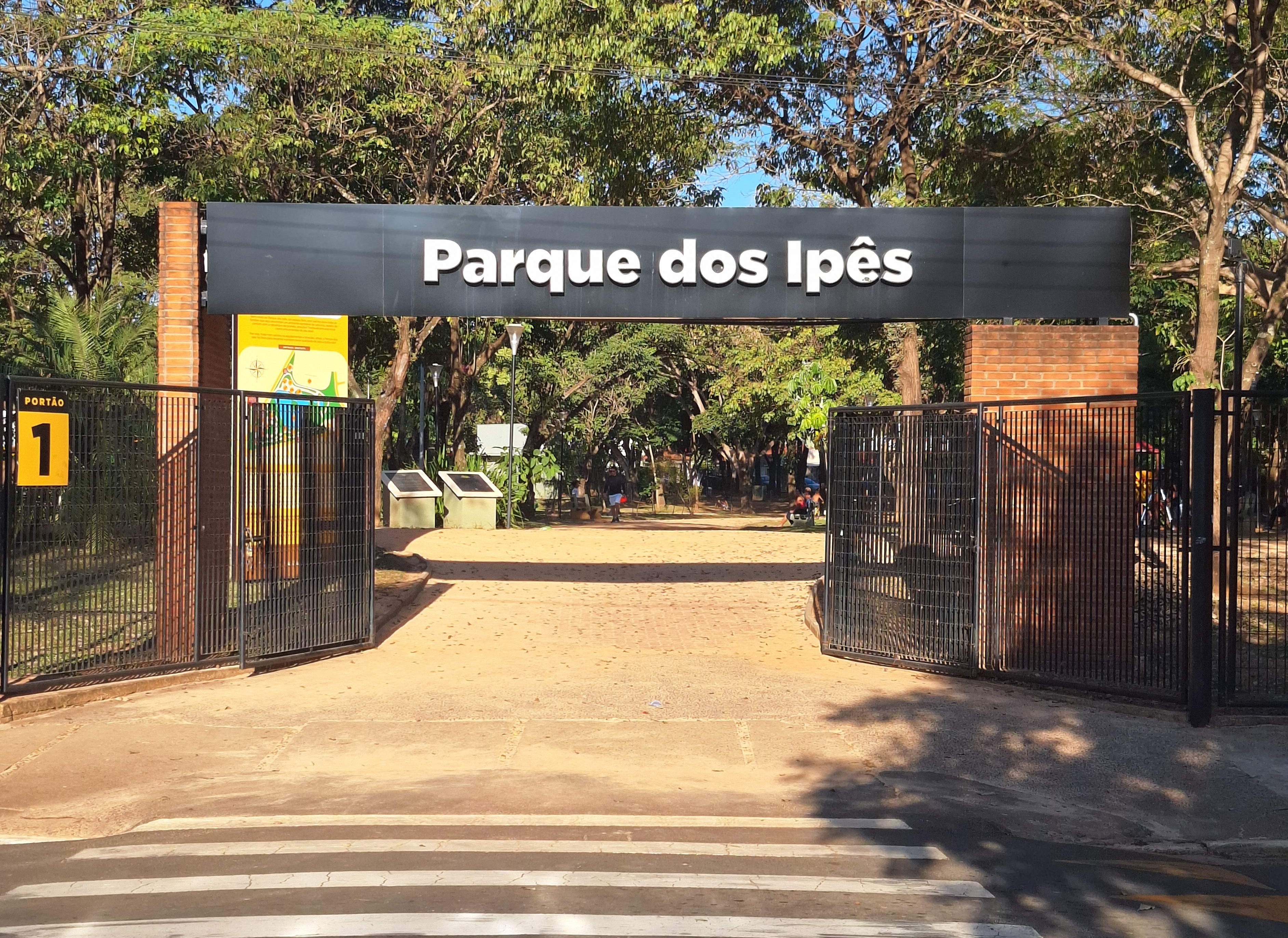
Parque dos Ipês

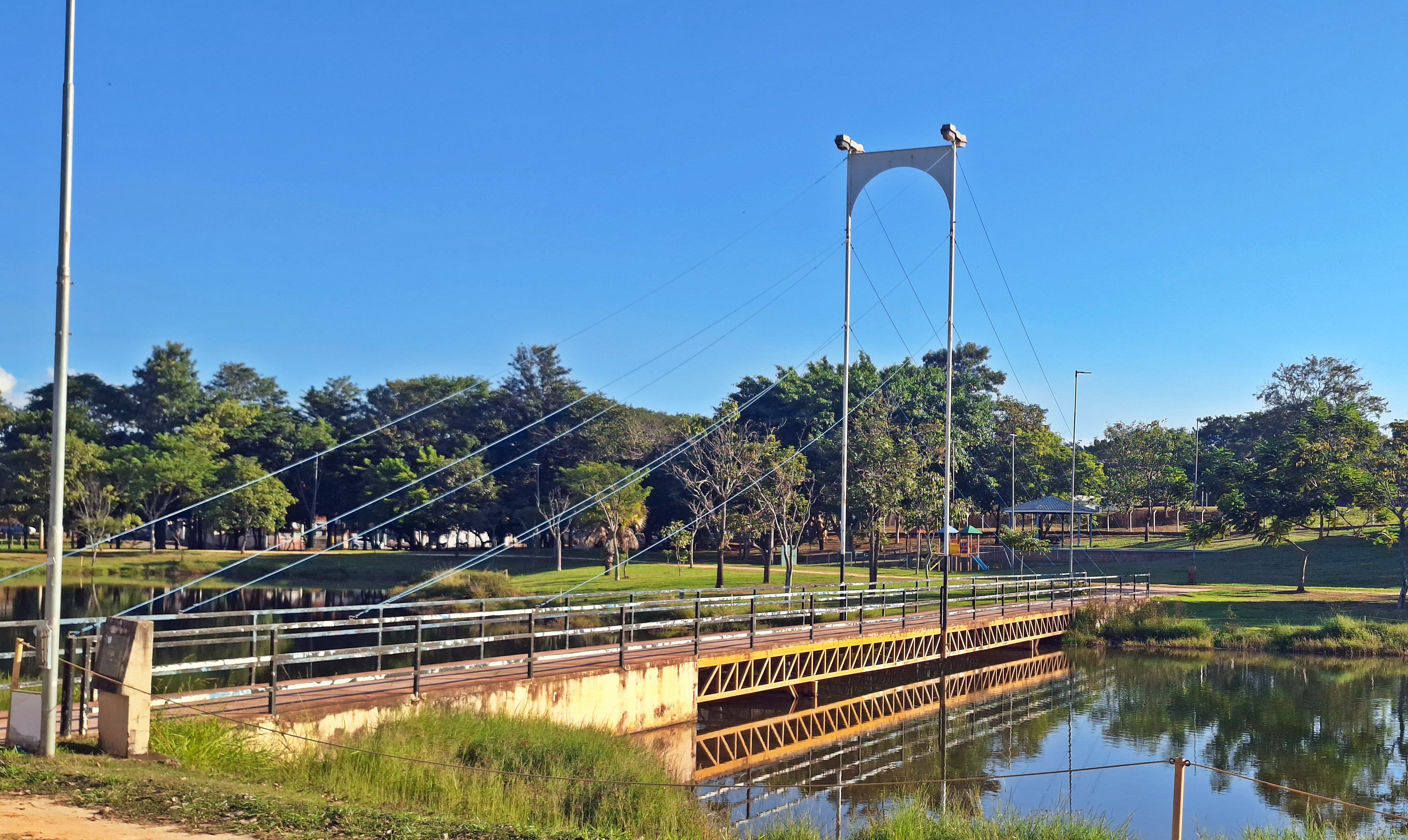
Parque do Araçariguama

A maior parte da vegetação original que possuía na cidade, a Mata Atlântica, foi devastada. Assim como outros 13 municípios da Região Metropolitana de Campinas, o município sofre um grave estresse ambiental, sendo que Santa Bárbara é considerada como uma das áreas mais sujeitas a enchentes e assoreamentos e conta com menos de 2% de cobertura vegetal.
Para tentar reverter este quadro, vários projetos foram e estão sendo realizados e planejados, como a construção de corredores ecológicos. O governo municipal também tenta colaborar, como por exemplo a criação do Plano Municipal de Meio Ambiente e Zoneamento Ambiental. Também foi criado o "Pacote Verde", elaborado pela Secretaria de Meio Ambiente que disciplina o plantio de árvores e o controle de emissão de gases de veículos. Anualmente é realizada, entre o final de maio e início de junho, a Semana do Meio Ambiente. São realizadas palestras nas escolas e para a população, caminhadas ecológicas e plantio de mudas de árvores em várias partes da cidade.
Algumas das principais áreas verdes de Santa Bárbara d'Oeste são: o Parque dos Ipês, o Parque do Araçariguama e ainda o bairro rural de Santo Antônio do Sapezeiro, sendo considerados como atrativos municipais.

### Clima

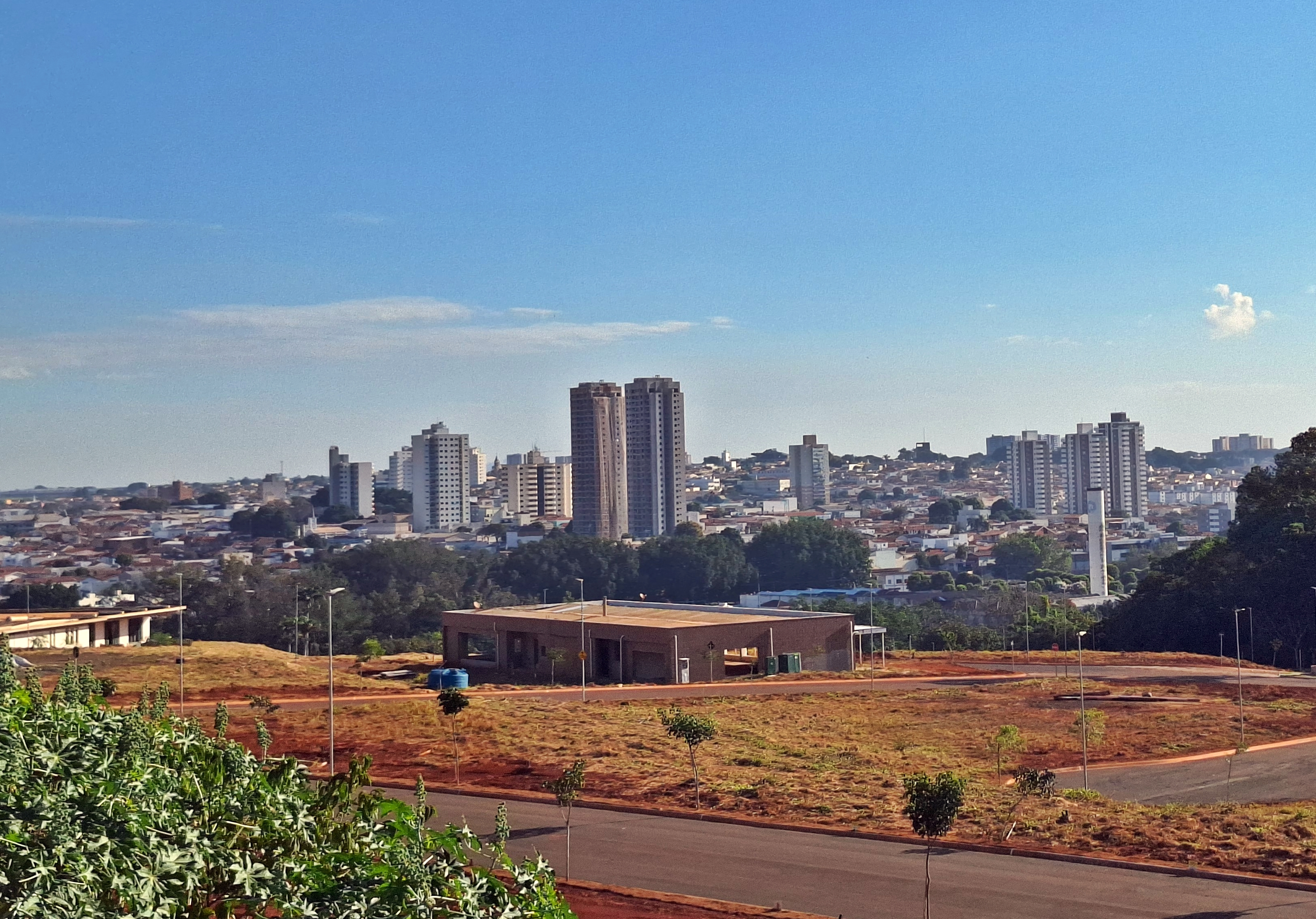
Santa Bárbara durante um pôr-do-sol

De acordo com estudo da Universidade Estadual de Campinas (UNICAMP), Santa Bárbara d'Oeste possui clima tropical de altitude, do tipo Cwa segundo Köppen, com a temperatura média do mês mais quente superior a 22° C. As precipitações caem principalmente na forma de chuva e, mais raramente, de granizo, podendo ainda virem acompanhadas de descargas elétricas, sendo mais frequentes nos meses de verão.
Por outro lado, no inverno, quando ocorre a estação seca, as precipitações se tornam mais escassas e, com isso, os índices de umidade relativa do ar (URA) despencam, especialmente no período da tarde, muitas vezes para valores abaixo dos 30% ou mesmo de 20%, piorando a qualidade do ar e favorecendo também a ocorrência de queimadas. Nessa mesma época, torna-se mais comum a entrada de massas de ar polares, algumas delas fortes, fazendo as temperaturas caírem para 10 °C ou até menos.
De acordo com o Centro Integrado de Informações Agrometeorológicas (CIIAGRO), desde março de 2000 a temperatura mínima absoluta registrada em Santa Bárbara d'Oeste foi de −0,2 °C em 22 de julho de 2000 e a maior atingiu 40,8 °C em 8 de outubro de 2020. O maior acumulado de chuva observado em 24 horas neste período foi de 115,6 mm, no dia 25 de maio de 2005, porém durante a década de 1990 os maiores acumulados de precipitação foram de 131 mm, em 8 de janeiro de 1997 e 15 de fevereiro de 1998; 120 mm, em 2 de janeiro de 1990 e 27 de janeiro de 1994 e 110 mm, em 28 de março de 2000.
| Dados climatológicos para Santa Bárbara d'Oeste | Dados climatológicos para Santa Bárbara d'Oeste | Dados climatológicos para Santa Bárbara d'Oeste | Dados climatológicos para Santa Bárbara d'Oeste | Dados climatológicos para Santa Bárbara d'Oeste | Dados climatológicos para Santa Bárbara d'Oeste | Dados climatológicos para Santa Bárbara d'Oeste | Dados climatológicos para Santa Bárbara d'Oeste | Dados climatológicos para Santa Bárbara d'Oeste | Dados climatológicos para Santa Bárbara d'Oeste | Dados climatológicos para Santa Bárbara d'Oeste | Dados climatológicos para Santa Bárbara d'Oeste | Dados climatológicos para Santa Bárbara d'Oeste | Dados climatológicos para Santa Bárbara d'Oeste |
| Mês | Jan                                             | Fev                                             | Mar                                             | Abr                                             | Mai                                             | Jun                                             | Jul                                             | Ago                                             | Set                                             | Out                                             | Nov                                             | Dez                                             | Ano                                             |
| --- | ----------------------------------------------- | ----------------------------------------------- | ----------------------------------------------- | ----------------------------------------------- | ----------------------------------------------- | ----------------------------------------------- | ----------------------------------------------- | ----------------------------------------------- | ----------------------------------------------- | ----------------------------------------------- | ----------------------------------------------- | ----------------------------------------------- | ----------------------------------------------- |
| Temperatura máxima recorde (°C) | 38                                              | 38,3                                            | 37,8                                            | 35,6                                            | 35,6                                            | 32                                              | 33,4                                            | 34,4                                            | 38,4                                            | 40,8                                            | 39,6                                            | 37                                              | 39,6                                            |
| Temperatura máxima média (°C) | 30,8                                            | 31,5                                            | 31,4                                            | 30                                              | 26,6                                            | 26,5                                            | 26,5                                            | 27,8                                            | 29,6                                            | 30,8                                            | 30,6                                            | 31                                              | 29,4                                            |
| Temperatura mínima média (°C) | 19,2                                            | 19,2                                            | 18,5                                            | 16,2                                            | 12,3                                            | 10,8                                            | 10                                              | 11,3                                            | 14                                              | 16,6                                            | 17,1                                            | 18,3                                            | 15,3                                            |
| Temperatura mínima recorde (°C) | 10,6                                            | 12                                              | 11,2                                            | 9                                               | 1,9                                             | 1,7                                             | −0,2                                            | 2,4                                             | 3                                               | 8                                               | 9                                               | 10                                              | −0,2                                            |
| Precipitação (mm) | 262,6                                           | 138,7                                           | 146,1                                           | 52,4                                            | 60,8                                            | 36                                              | 42,1                                            | 37,6                                            | 45,1                                            | 105,9                                           | 155,3                                           | 194,4                                           | 1 277                                           |
| Fonte: Centro Integrado de Informações Agrometeorológicas (CIIAGRO) (médias climatológicas: 2000-2020; recordes de temperatura: 23/03/2000-presente) |                                                 |                                                 |                                                 |                                                 |                                                 |                                                 |                                                 |                                                 |                                                 |                                                 |                                                 |                                                 |                                                 |

## Demografia
A população de Santa Bárbara d'Oeste no censo demográfico de 2022, de acordo com o Instituto Brasileiro de Geografia e Estatística (IBGE), era de 183 347 habitantes, sendo o 43° município mais populoso do estado de São Paulo e o 152° do Brasil, apresentando uma densidade populacional de 676,48 hab./km². De acordo com o censo demográfico de 2010, 92,09% dos habitantes viviam na zona urbana e apenas 7,91% na zona rural. Ao mesmo tempo, 50,43% dos habitantes eram do sexo feminino e 49,57% do sexo masculino, tendo uma razão de pouco mais de 98 homens para cada cem mulheres. Quanto à faixa etária, 73,34% da população tinham entre 15 e 64 anos, 19,5% menos de quinze anos e 7,17% 65 anos ou mais.
O Índice de Desenvolvimento Humano (IDH-M) do município é considerado alto, de acordo com dados do Programa das Nações Unidas para o Desenvolvimento (PNUD). Segundo dados de 2010, divulgados em 2013, seu valor era 0,781, ocupando a 62ª colocação entre os 645 municípios paulistas e a 119ª posição no Brasil. Considerando-se apenas o índice de longevidade, seu valor é 0,867, o valor do índice de renda é 0,752 e o de educação 0,731.
No período de 2000 a 2010, o índice de Gini reduziu de 0,44 para 0,41 e a proporção de pessoas com renda domiciliar per capita de até R$ 140 passou de 5,57% para 2,28%, apresentando uma queda de 59,06%. Em 2010, 94,43% da população viviam acima da linha de pobreza, 4,03% entre as linhas de indigência e de pobreza e apenas 1,54% abaixo da linha de indigência. Porém, os 20% mais ricos eram responsáveis por quase metade (47,48%) do rendimento total municipal, valor quase oito vezes superior à dos 20% mais pobres, de apenas 6,16%.

### Religião

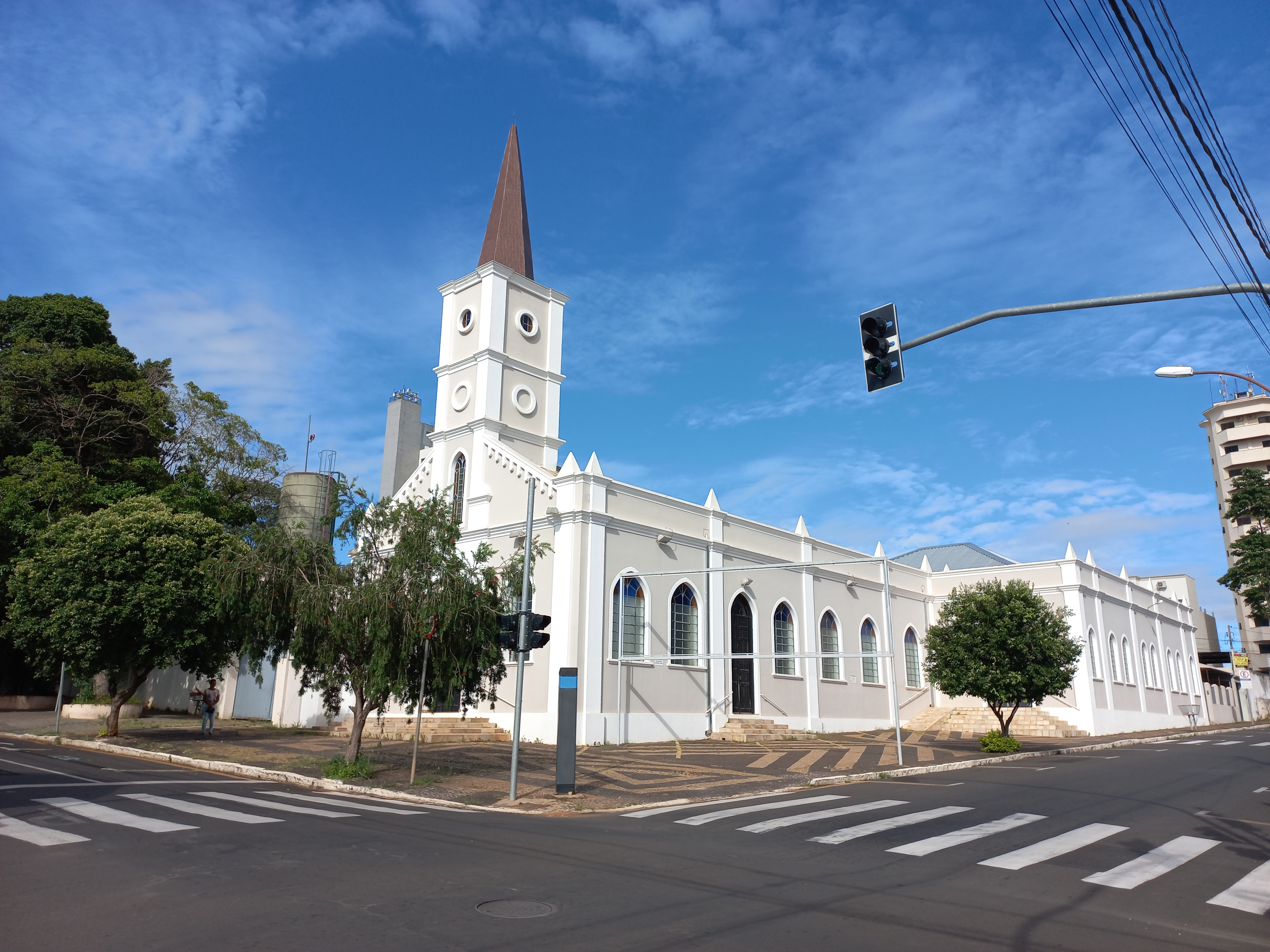
Igreja presbiteriana de Santa Bárbara

Ainda segundo o mesmo censo, a maioria da população barbarense declarou-se católica apostólica romana (62,24%), 28,66% eram protestantes, 1,42% testemunhas de Jeová, 1,32% espíritas, 0,12% budistas, 0,11% mórmons, 0,06% espiritualistas, 0,04% umbandistas, 0,04% católicos ortodoxos e 0,01% judaístas. Outros 4,83% não tinham religião, incluindo-se aí os ateus (0,16%) e os agnósticos (0,08%), 0,46% pertenciam a outras religiosidades cristãs e 0,07% não declararam.
Santa Bárbara d'Oeste pertence à Diocese de Piracicaba e possui seu território subdividido em doze paróquias. Há ainda credos protestantes ou reformados, sendo as principais, em número de fiéis, a Assembleia de Deus, a Congregação Cristã do Brasil e o Evangelho Quadrangular.

### Composição étnica
Conforme pesquisa de autodeclaração do mesmo censo, a população era composta predominantemente por brancos, que representavam 71,55% dos habitantes, seguido por pardos (24,1%), pretos (3,76%), amarelos (0,44%), indígenas (0,09%) e sem declaração (0,07%). Levando-se em consideração a nacionalidade, 99,78% eram brasileiros natos (43,59% naturais do próprio município), 0,16% estrangeiros e 0,07% brasileiros naturalizados. Dentre o total de brasileiros, 85,23% eram naturais do Sudeste, 6,73% do Nordeste, 6,12% no Sul, 1,03% do Centro-Oeste e 0,06% do Norte, além de 0,51% sem especificação. Dentre os naturais de outras unidades da federação, os estados com o maior percentual de residentes eram Paraná (5,93%), Bahia (3,27%) e Minas Gerais (3%).

## Política e administração

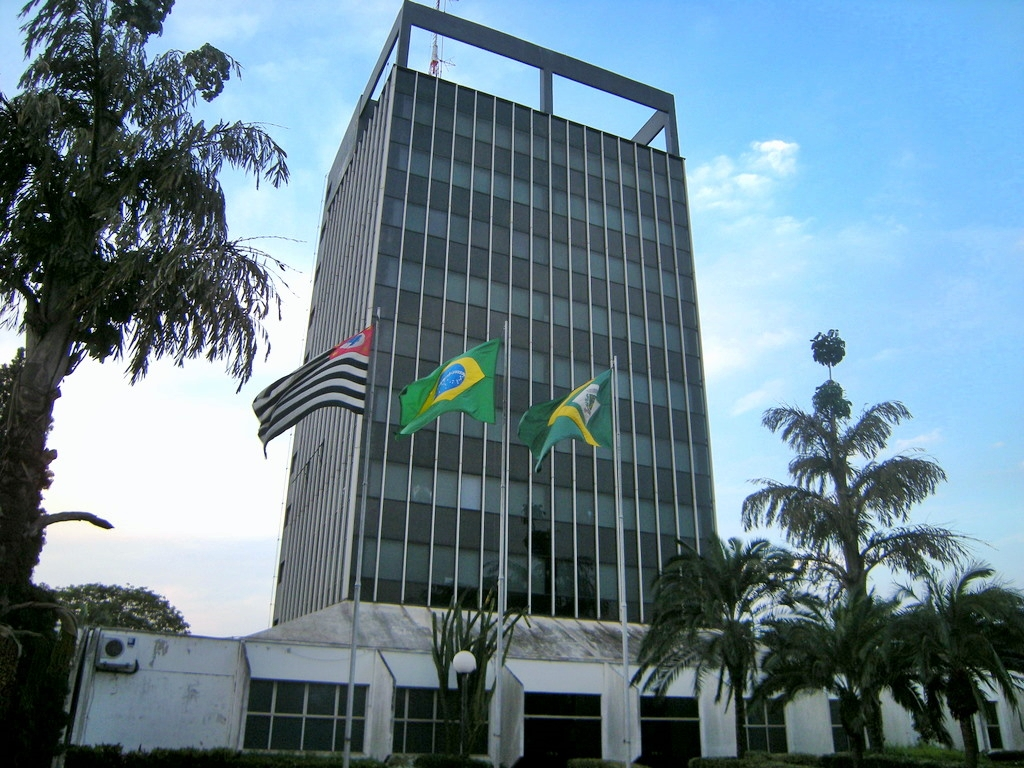
Prefeitura de Santa Bárbara

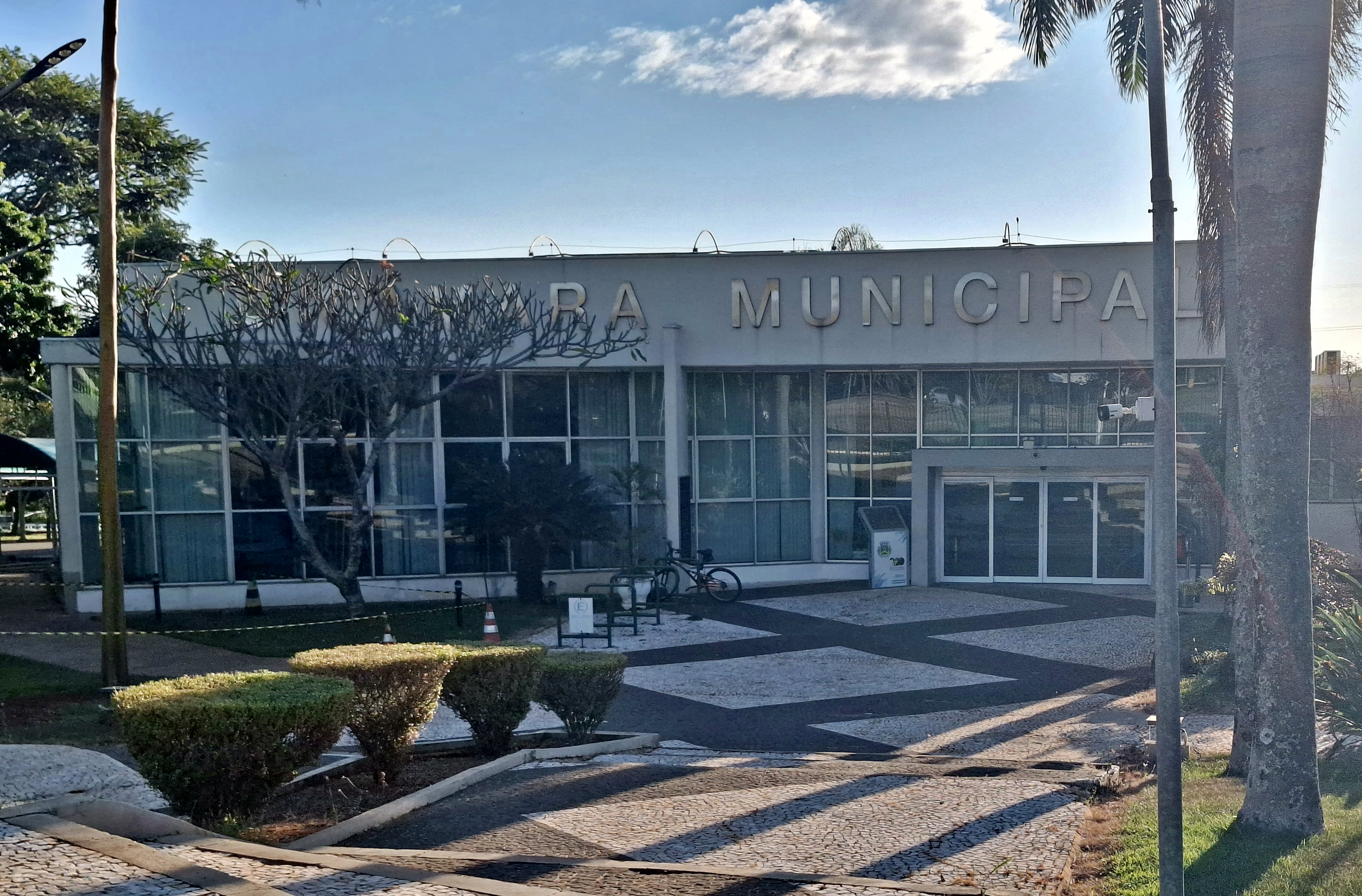
Sede da Câmara Municipal de Santa Bárbara

A administração municipal se dá através dos poderes executivo e pelo legislativo, sendo o primeiro representado pelo prefeito, auxiliado pelo seu gabinete de secretários municipais. O primeiro chefe do executivo barbarense foi Francisco de Paula Martins, de 1889 a 1890 (quando os atuais prefeitos eram chamados de intendentes), e o atual é Rafael Piovezan, do Partido Verde (PV), eleito em 2020 com 39 519 votos, o que equivale a 43,15% dos votos válidos, sucedendo Denis Andia, também do Partido Verde (PV), eleito nas eleições municipais de 2012 com o apoio de 36 952 votos, o que equivale a 36,46% do total de votos válidos e reeleito em 2016, quando conseguiu o apoio de 54,65% do eleitorado, ou 52.322 votos, tendo Rafael como vice-prefeito. Denis Andia tornou-se o primeiro prefeito da história de Santa Bárbara d'Oeste a ser reeleito. 
O poder legislativo é constituído pela câmara, constituída por dezenove vereadores. Cabe à casa elaborar votar leis fundamentais à administração e ao Executivo, especialmente o orçamento participativo (Lei de Diretrizes Orçamentárias). O município de Santa Bárbara d'Oeste se rege por lei orgânica, promulgada em 5 de abril de 1990, e sedia uma comarca do poder judiciário estadual, de segunda entrância, criada em 31 de dezembro de 1958 e instalada em 8 de abril de 1962, com jurisdição sobre todo o território municipal. Santa Bárbara d'Oeste pertence à 186ª zona eleitoral do estado de São Paulo e possuía, em dezembro de 2019, 143 589 eleitores, de acordo com dados do Tribunal Superior Eleitoral (TSE), representando 0,43% do eleitorado paulista.

### Subdivisões
O município nunca foi subdividido em distritos. Atualmente a cidade é formada por cerca de 180 bairros, condomínios e loteamentos.

## Economia

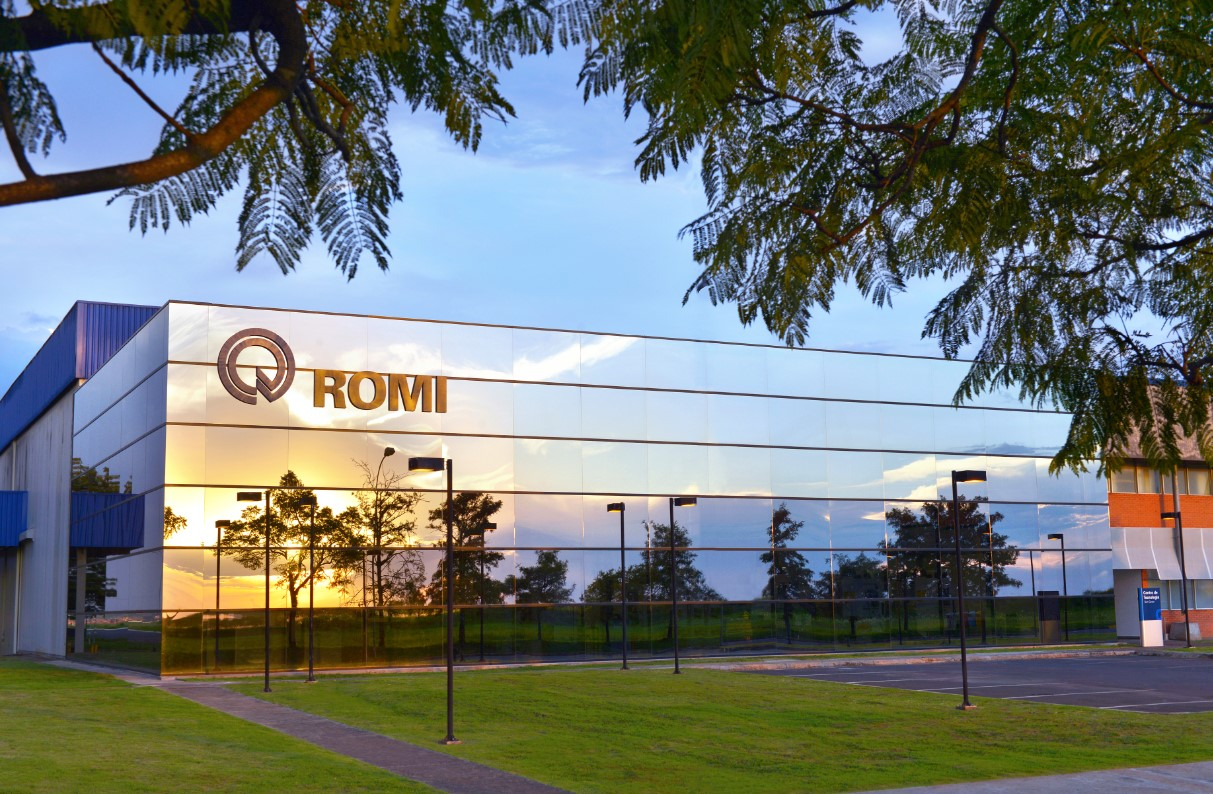
Centro de Difusão de Tecnologia (CDT) das Indústrias Romi S.A.

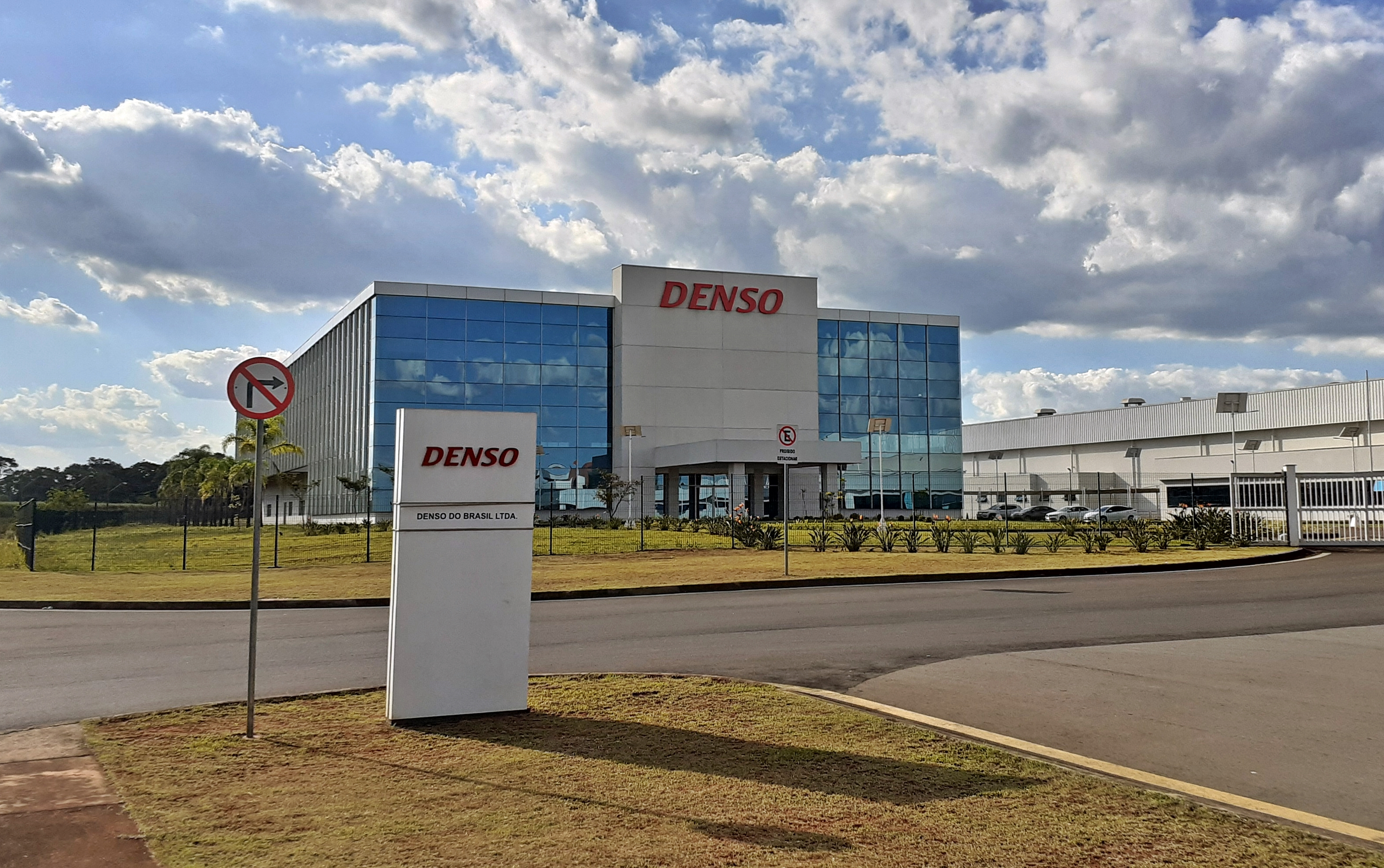
Sede da multinacional Denso

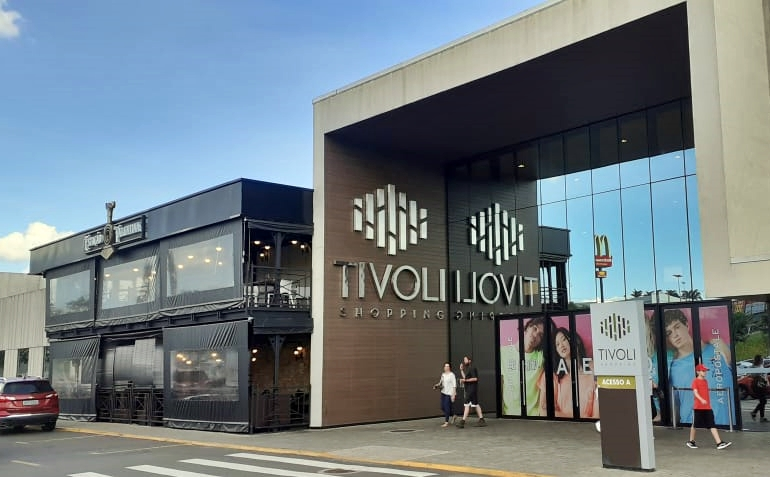
Shopping Tivoli, inaugurado em 1998

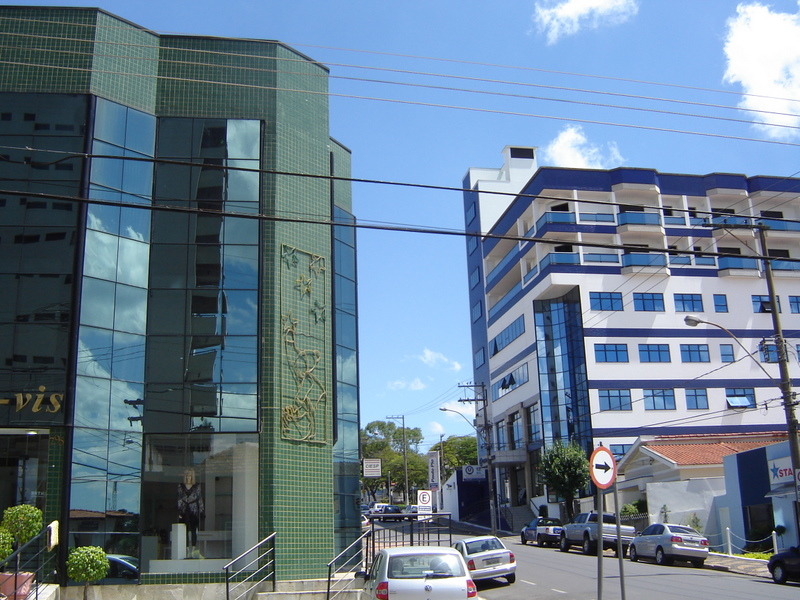
Prédios comerciais no centro da cidade

O Produto Interno Bruto - PIB - de Santa Bárbara é o 135º maior do Brasil, destacando-se na área de prestação de serviços. De acordo com dados do IBGE, relativos a 2008, o PIB do município era de R$ 3 040 874,306 mil. 403 813 mil são de impostos sobre produtos líquidos de subsídios a preços correntes. O PIB per capita é de R$ 16 182,78 O município está entre os que mais geram novas vagas de emprego no estado de São Paulo.
A agricultura é o setor menos relevante da economia de Santa Bárbara d'Oeste. De todo o PIB da cidade 6 700 mil reais é o valor adicionado bruto da agropecuária. Segundo o IBGE em 2009 o município possuía um rebanho de 300 equinos. Em 2009 a cidade produziu 80 mil litros de leite de 110 vacas. Na lavoura temporária são produzidos principalmente a cana-de-açúcar (960 000 toneladas), o trigo (325 toneladas) e a soja (302 toneladas). Santa Bárbara d'Oeste vem deixando em segundo plano sua vocação agrícola, especificamente a produção de cana-de-açúcar, com a abertura de novos parques industriais e com o fortalecimento do comércio do município. Com isso a tendência é que o setor primário continue a se rebaixar.
A indústria, atualmente, é o segundo setor mais relevante para a economia do município. 1 218 617 reais do PIB municipal são do valor adicionado bruto da indústria (setor secundário). Atualmente predominam a média e pequena empresa, com segmentos bastante diversificados, pontificando as indústrias metal-mecânicas, têxteis e de confecção de roupas. Entre as principais indústrias instaladas na cidade pode-se mencionar a Romi, Goodyear, Canatiba, Denso, entre outras. Outros segmentos também são muito bem representativos como: borracha, químico, auto-peças, bebidas, açúcar, álcool, brinquedos, dentre outras. Mas Santa Bárbara possui também centenas de indústrias de médio e grande porte. A cidade também se destaca no pioneirismo. No município foi construído o primeiro trator; o primeiro automóvel brasileiro, a Romi-Isetta; o primeiro Controle Numérico Computadorizado - CNC, de aplicação nas máquinas-ferramenta produzidas e exportadas para dezenas de países de todos os continentes.
A prestação de serviços rende 1 411 745 reais ao PIB municipal. O setor terciário atualmente é a maior fonte geradora do PIB barbarense. De acordo com o IBGE, a cidade possuía, no ano de 2008, 5 076 unidades locais, 4 939 empresas e estabelecimentos comerciais atuantes e 83 606 trabalhadores, sendo 44 857 pessoal ocupado total e 38 749 ocupado assalariado. Salários juntamente com outras remunerações somavam 643 215 reais e o salário médio mensal de todo município era de 3,1 salários mínimos.
Um dos principais pontos comerciais da cidade é o Tivoli Shopping, inaugurado em 1998. Hoje, conta com 145 lojas em operação, sendo 8 âncoras (um supermercado e sete lojas de departamentos), 21 lojas de alimentação entre fast-food, restaurante, cafeteria, doceria e sorveteria e 14 quiosques fixos. O centro da cidade também possui diversos pontos comerciais. Assim como no resto do país o maior período de vendas é o Natal.

## Infraestrutura
No ano de 2000, tinha 46 871 domicílios entre apartamentos, casas, e cômodos. Desse total 33 227 eram imóveis próprios, sendo 29 687 próprios já quitados (63,34%), 3 540 em aquisição (7,55%) 9 162 alugados (19,55%); 4 352 imóveis foram cedidos, sendo 769 por empregador (1,64%) e 3 583 cedidos de outra maneira (7,64%). 130 foram ocupados de outra forma (0,28%). O município conta com água tratada, energia elétrica, esgoto, limpeza urbana, telefonia fixa e telefonia celular. Em 2000, 98,20% dos domicílios eram atendidos pela rede geral de abastecimento de água; 98,21% das moradias possuíam coleta de lixo  e 96,55% das residências possuíam esgotamento sanitário.

### Saúde

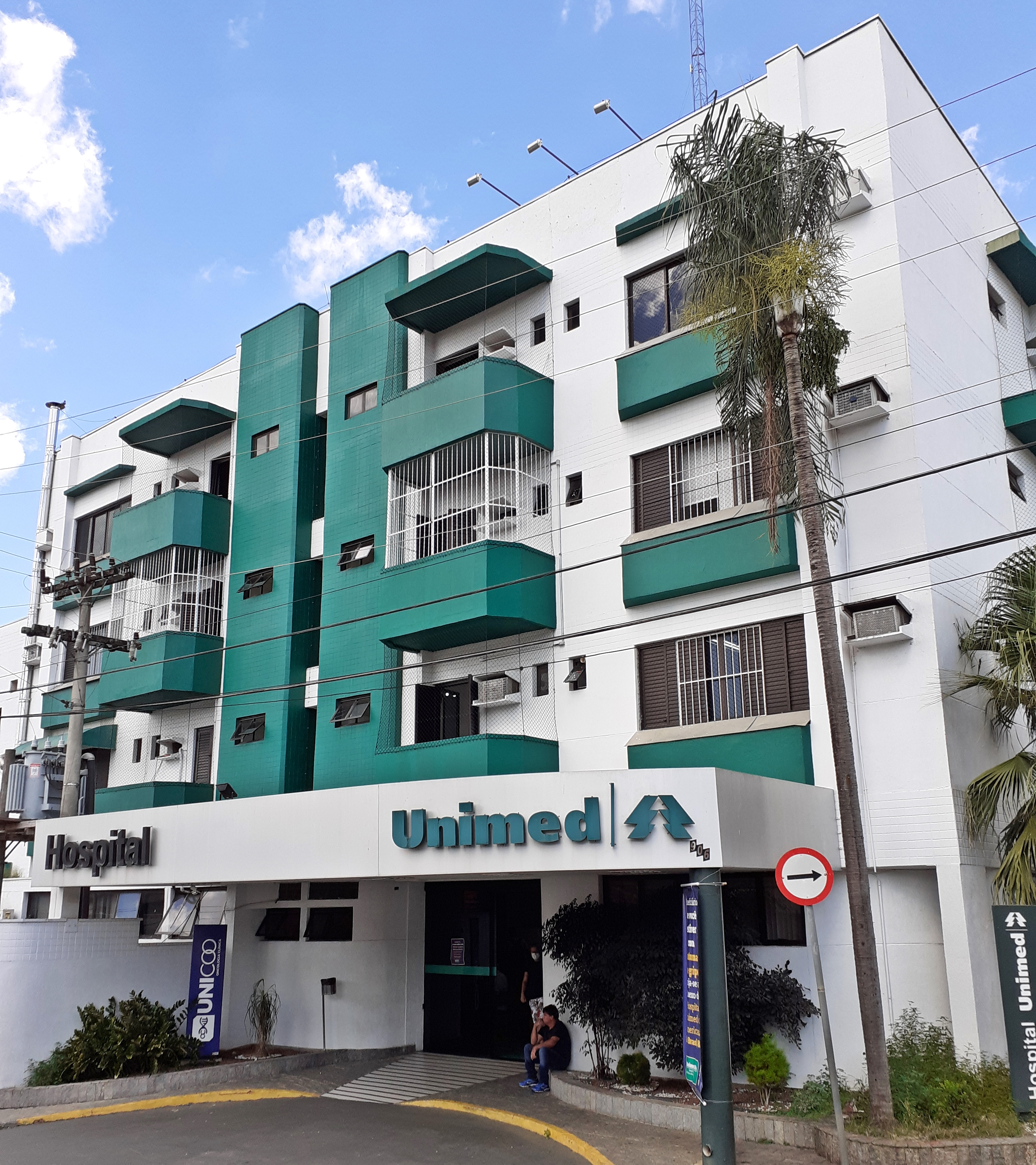
Hospital Unimed

O município possui uma estrutura considerável na área de saúde. A cidade possui dois prontos-socorros, sendo que essas unidades fazem em média 15 mil atendimentos por mês, sendo em torno de 7,5 mil cada unidade. Atendimentos que não são considerados de urgência são realizados no Centro Médico e nos 12 postos médicos espalhados pela cidade. Esses postos médicos fazem os primeiros atendimentos e encaminham os casos específicos ao Centro Médico. O município também conta com programas de saúde específicos, como os voltados para jovens, para a família e para a saúde feminina, desenvolvidos no Centro de Saúde.
O Centro de Especialidades Odontológicas (CEO) faz atendimento em especialidades como cirurgias orais, tratamentos de endodontia e periodontia e vários tipos de casos encaminhados pelas demais unidades de saúde do município. O município mantém ainda a administração do Hospital Santa Bárbara (Santa Casa), o Hospital Dr. Afonso Ramos e o Hospital Dia, sendo que esse último atende casos de toda a região. Há também o Hospital particular da Unimed.

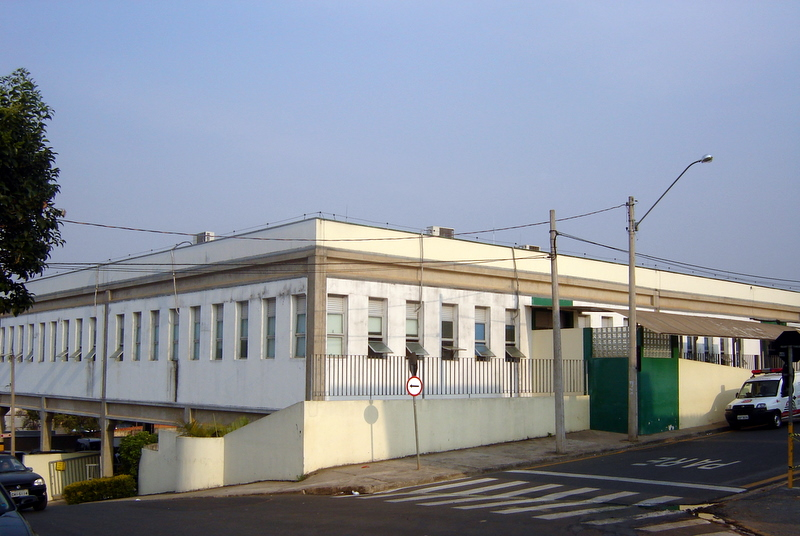
Pronto Socorro central do município

Em 2009, o município possuía 44 estabelecimentos de saúde, sendo 26 deles privados e 18 públicos entre hospitais, prontos-socorros, postos de saúde e serviços odontológicos. Neles a cidade possui 126 leitos para internação, sendo todos eles nos centros de saúde privados, segundo o IBGE. Na cidade existe um hospital geral, sendo este filantrópico. Santa Bárbara d'Oeste conta ainda com 550 médicos, 192 cirurgiões dentistas, 162 técnicos de enfermagem, 152 auxiliares de enfermagem, 118 clínicos gerais e 338 distribuídos em outras categorias, totalizando 1 512 profissionais de saúde. Em 2008, foram registrados 2 171 de nascidos vivos, sendo que 8,4% nasceram prematuros, 68,8% foram de partos cesáreas e 14,8% foram de mães entre 10 e 19 anos (0,5% entre 10 e 14 anos). A Taxa Bruta de Natalidade é de 11,6.

### Educação

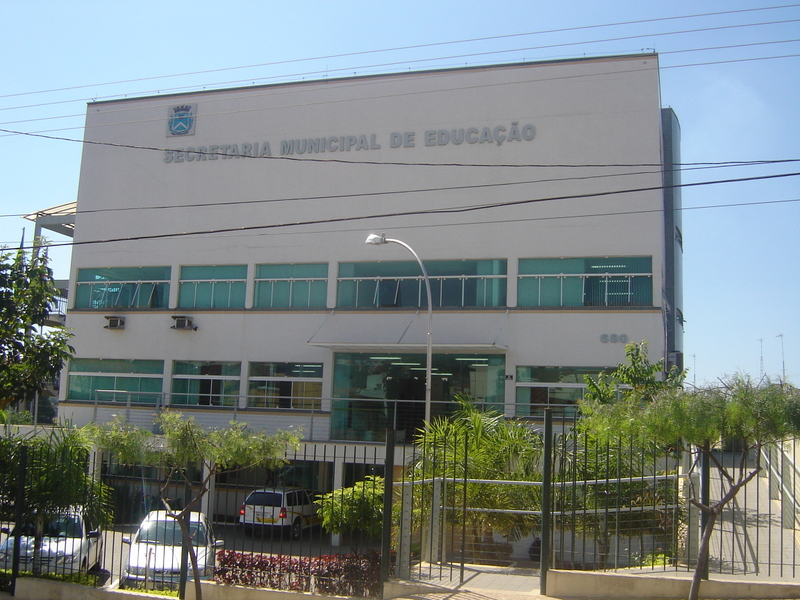
Sede da Secretaria Municipal de Educação

Santa Bárbara d'Oeste tem um sistema de ensino considerado como de qualidade se comparado ao resto do país. De acordo com dados do Ministério da Educação (MEC), a cidade tem a melhor pontuação no Índice de Desenvolvimento da Educação Básica (IDEB) dentre os municípios da Região Metropolitana de Campinas, além disso, cerca de 94% da população é alfabetizada. A cidade tem 43 unidades escolares de educação municipal e 35 escolas estaduais, onde atuam mais de 1 200 funcionários municipais, das diferentes categorias profissionais.
O município tem várias instituições educacionais. São 34 escolas estaduais e um Centro Estadual de Educação Tecnológica, sete Áreas de Desenvolvimento Infantil (ADI), um Centro de Atendimento Integral à Criança (CAIC), duas escolas de Ensino Fundamental (EMEF), treze escolas municipais de Ensino Fundamental e Infantil (EMEFEI), 21 escolas municipais de Educação Infantil (EMEI), oito escolas privadas de 1º e 2º graus, dez escolas de educação infantil, uma escola de educação especial, escolas técnicas e profissionalizantes Serviço Nacional de Aprendizado Industrial (SENAI), Serviço Social da Indústria (SESI) e Centro de Educação Tecnológica Paula Sousa (CEETPS) e duas faculdades, a Faculdade Anhanguera de Santa Bárbara e a Faculdade Politec (FAP).

### Criminalidade e segurança pública

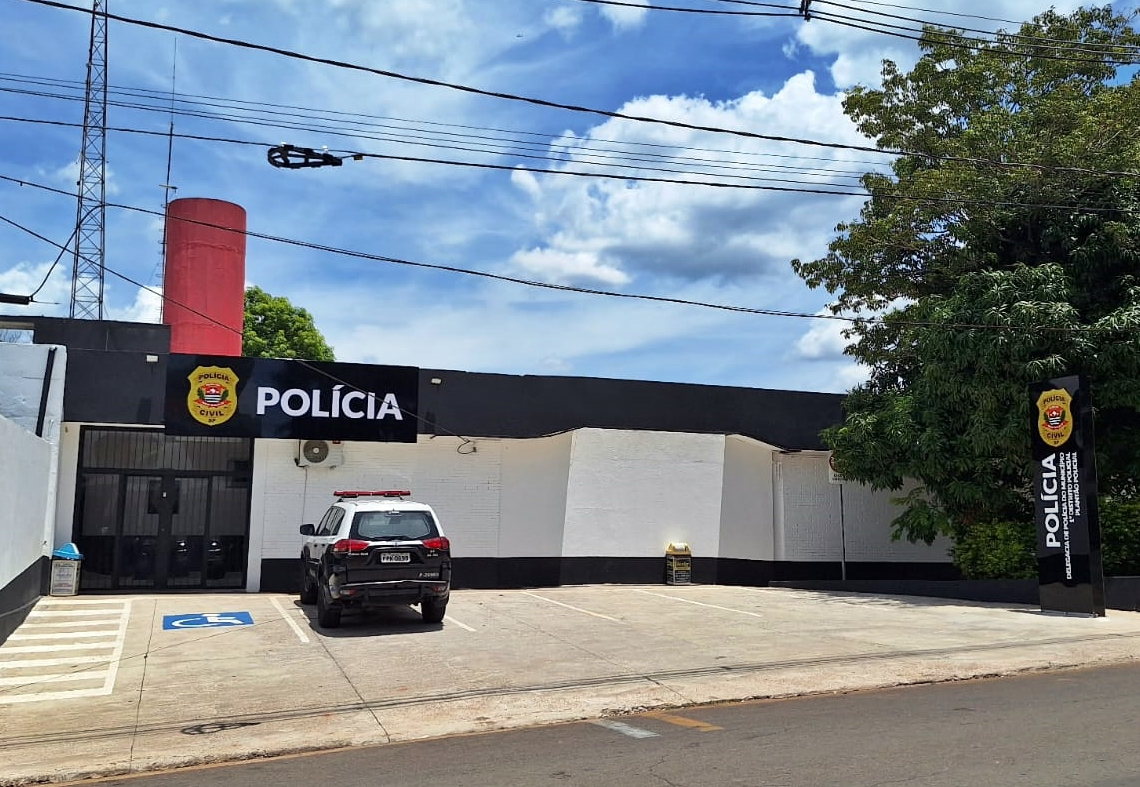
1.º Distrito Policial de Santa Bárbara

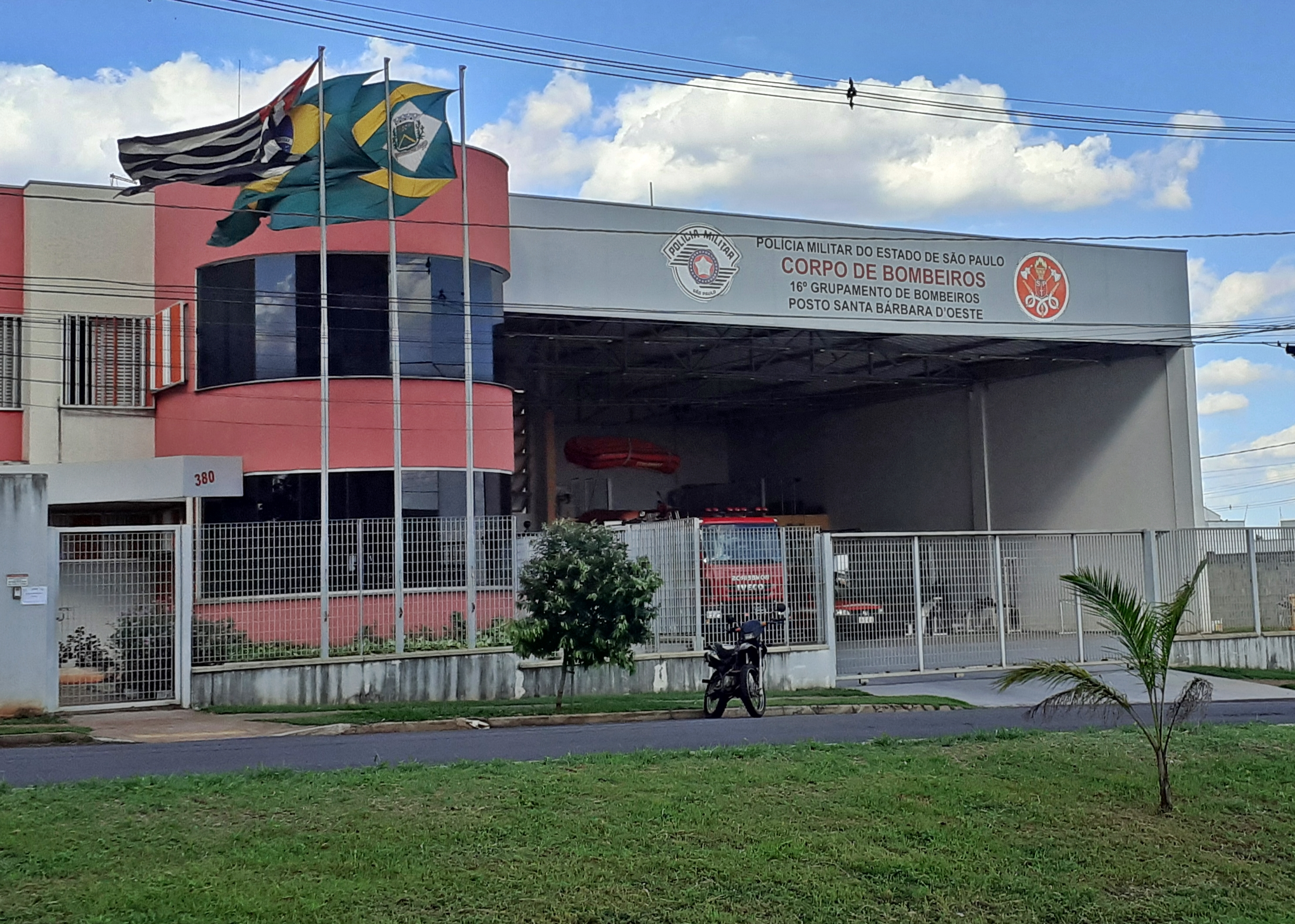
Sede do Corpo de Bombeiros do município

Como na maioria dos municípios médios e grandes brasileiros, a criminalidade ainda é um problema em Santa Bárbara d'Oeste. Em 2006, a taxa de homicídios no município teve uma média de 10,4 para cada 100 mil habitantes, sendo que em 2002 esse índice era de 22,8. O índice de óbitos por arma de fogo, que era de 18,3 para cada 100 mil habitantes em 2002, apresentou significativa queda entre 2003 e 2006, ficando em 8,2 neste ano. A taxa de óbitos por acidentes de trânsito, que era de 8,6 em 2002, cresceu para 15,5 em 2005, mas fechou 2006 em 13,7 óbitos para cada 100 mil habitantes.
A Polícia Militar (2º Cia do 19º BPM/I) do município conta com um efetivo de 182 soldados, 31 viaturas e uma Base Comunitária. A Guarda Civil Municipal (G.C.M.) possui um efetivo de cerca de 170 patrulheiros, entre homens e mulheres, e 20 viaturas, entre carros e motos.
O Corpo de Bombeiros da cidade, pertencente ao 16º Grupamento de Bombeiros, possui um efetivo de 25 bombeiros no quadro operacional e atua com quatro viaturas operacionais sendo: duas unidades de resgate, um auto-bomba e um auto-bomba salvamento, além de mais duas viaturas administrativas.

### Saneamento, serviços e comunicações

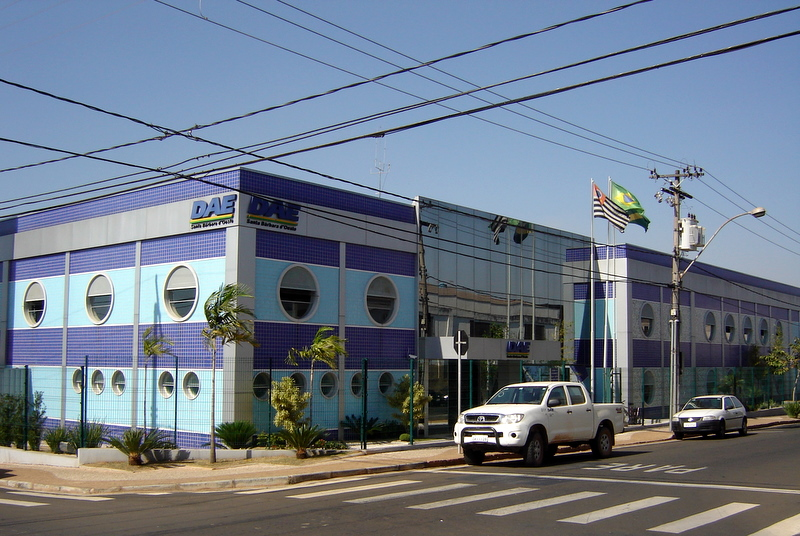
Sede do Departamento de Água e Esgoto (DAE)

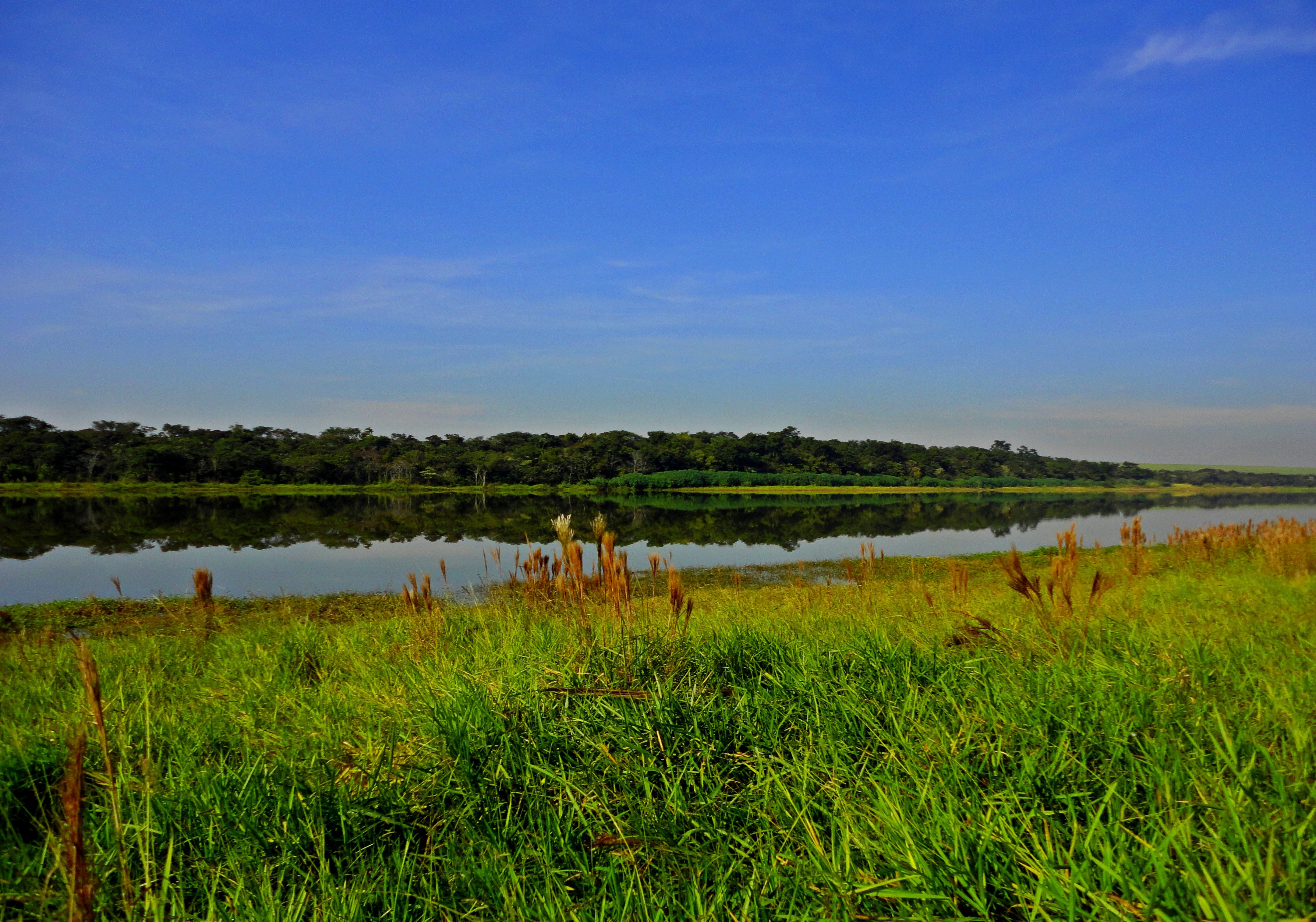
Panorama da Represa São Luiz

O órgão que administra a distribuição e o tratamento de água de Santa Bárbara é o Departamento de Água e Esgoto (DAE). Atualmente a rede de distribuição de água tratada atinge 100% das residências barbarenses e a de coleta de esgoto atinge mais de 90% da população.  O município conta atualmente com quatro represas para captação de água, com capacidade de armazenamento de aproximadamente 7,5 bilhões de litros de água, além de estações de tratamento de esgoto. Com a inauguração da estação de tratamento de esgoto Toledos II em março de 2019, o município passou a tratar cerca de 80% do esgoto produzido pela população. O DAE estuda ainda a criação de uma quinta represa que aumentaria a capacidade de armazenamento de água do município, que atualmente é de 10 bilhões de litros de água, em cerca de 25%. A responsável pelo abastecimento de energia elétrica em Santa Bárbara é a Companhia Paulista de Força e Luz (CPFL Energia), que atende ainda a alguns municípios do Interior de São Paulo.
O sistema de telefones automáticos foi inaugurado na cidade pela Telefônica Barbarense (TEBASA) em 1960, a qual foi encampada em 1976 pela Telecomunicações de São Paulo (TELESP), que inaugurou uma nova central telefônica e o sistema de discagem direta à distância (DDD) em março de 1979 com o código de área (0194). Na década de 90 o código DDD da cidade foi alterado para (019), para padronização do sistema telefônico com a telefonia celular que estava sendo implantada em todo o estado. O serviço telefônico móvel, por telefone celular, é oferecido por diversas operadoras. Existe ainda acesso 3G, oferecido ao município desde 2008. O código de área (DDD) de Santa Bárbara é 019 e o Código de Endereçamento Postal (CEP) da cidade vai de 13 450-000 a 13 459-999. No dia 2 de fevereiro de 2009 o município passou a ser servido pela portabilidade, juntamente com outras cidades de DDD 19, além de 45 e 46 (Paraná), 93 e 94 (Pará). Em julho do ano de 2008, segundo o governo municipal, Santa Bárbara d'Oeste contava com 50 641 telefones fixos instalados, 44.659 linhas individuais e 974 telefones públicos (orelhões).
Há vários canais nas faixas Very High Frequency (VHF) e Ultra High Frequency (UHF), sendo, que, de acordo com o governo municipal, a única que possui sede na própria cidade é a TV Cultura de Santa Bárbara (afiliada à TV Cultura). O município possui também três emissoras de rádio (Rádio Santa Bárbara FM, Rádio Luzes da Ribalta e Rádio Brasil), um jornal diário (Diário de Santa Bárbara), um semanário (A Folha de Santa Bárbara) e várias outras publicações, entre as de menor periodicidade e as voltadas para segmentos específicos da sociedade.

### Transportes

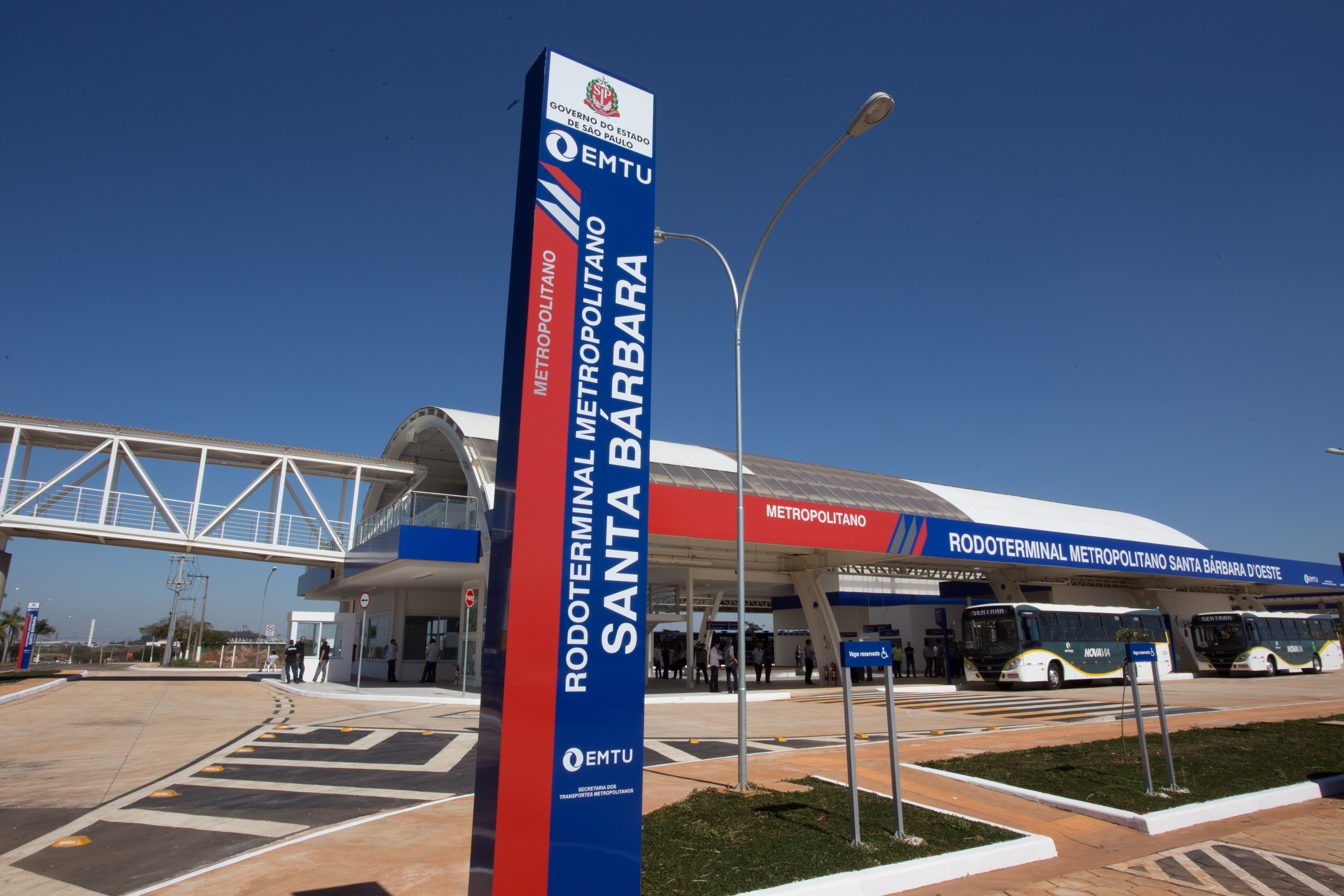
Rodoterminal de Santa Bárbara

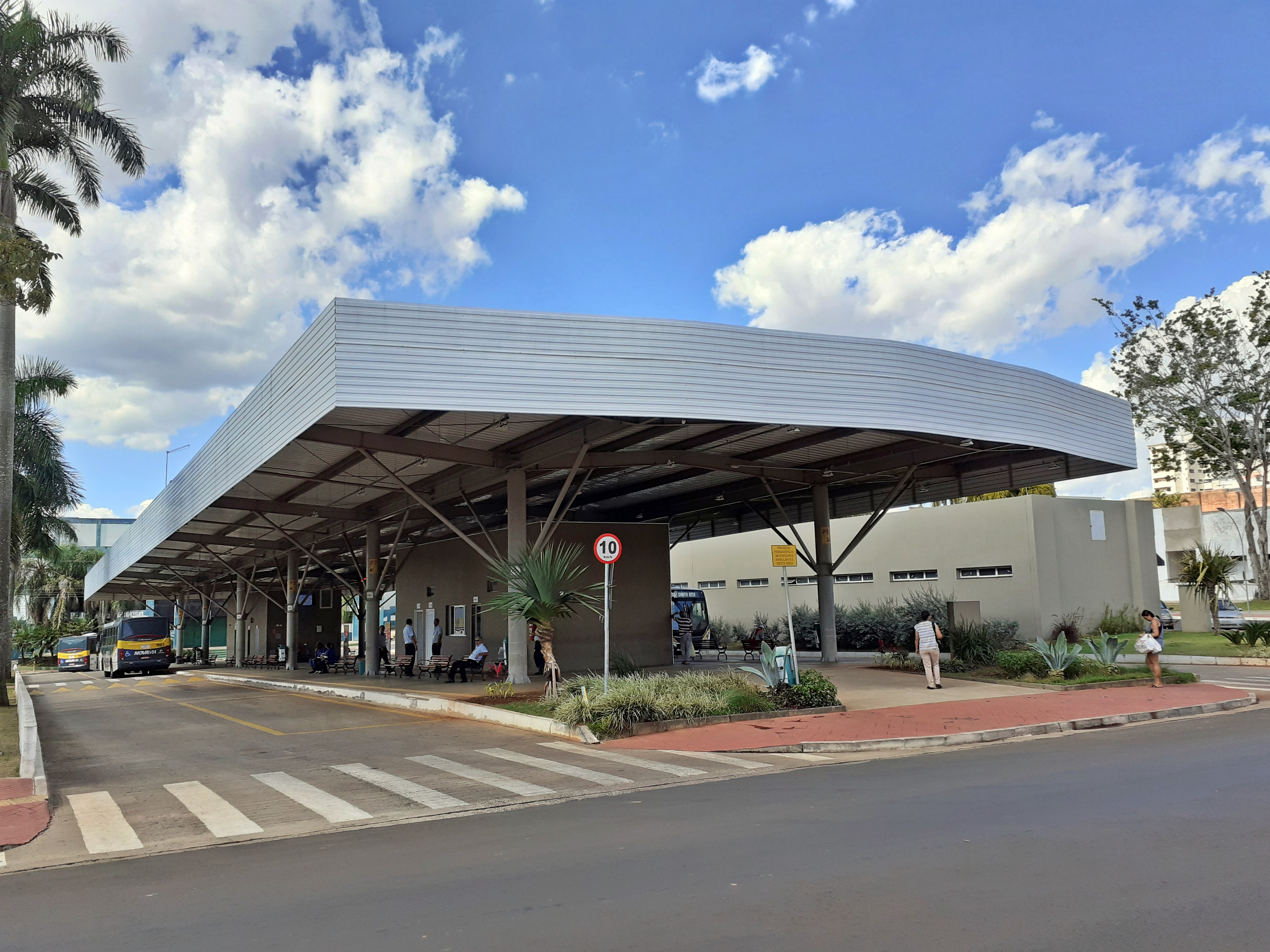
Terminal urbano de Santa Bárbara

A cidade está situada a 50 km do Aeroporto Internacional de Viracopos/Campinas, localizado em Campinas. É o segundo maior aeroporto do Brasil, sendo referência do crescimento industrial da Região Metropolitana de Campinas, e movimenta primariamente o tráfego de cargas. Santa Bárbara d'Oeste está localizada também a 35 km do sistema hidroviário Tietê-Paraná, que possui 2 400 quilômetros de vias navegáveis de Piracicaba e Conchas (ambos em São Paulo) até Goiás e Minas Gerais (ao norte) e de Mato Grosso do Sul até Paraná e Paraguai (ao sul).
A cidade de Santa Bárbara d'Oeste era servida em seu território pelo chamado ramal de Piracicaba. Até 1971, o trecho da ferrovia que atendia Santa Bárbara pertenceu à Companhia Paulista de Estradas de Ferro. A partir deste ano passou a ser da Ferrovia Paulista S/A (FEPASA), até 1998, quando foi desativado. O município possuía três estações, sendo que uma foi demolida, a que localizava-se onde hoje está o bairro Caiubi; outra, a estação Cillos, inaugurada em 1 de outubro de 1924, se encontra em estado de abandono; e a outra, a estação central, após a desativação, passou por períodos de abandono e por diferentes tipos de utilização. Na década de 90 serviu como terminal rodoviário e, posteriormente, como palco para a realização de shows. Hoje, no antigo prédio, funciona um Memorial da extinta ferrovia, a chamada Estação Cultural, reunindo acervos de peças de antigas estações ferroviárias, sendo mantido por convênio entre a Fundação Romi e a União, por meio da Lei Rouanet. Um dos motivos para o fechamento da ferrovia foi a substituição dos trens pelo transporte rodoviário.

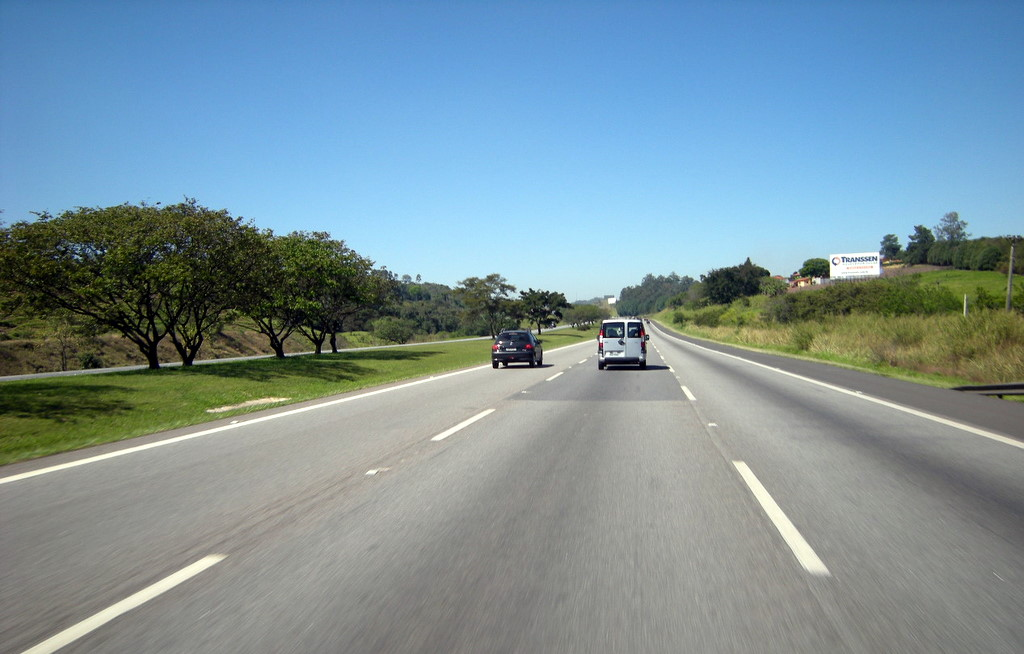
Trecho da Rodovia dos Bandeirantes em Santa Bárbara

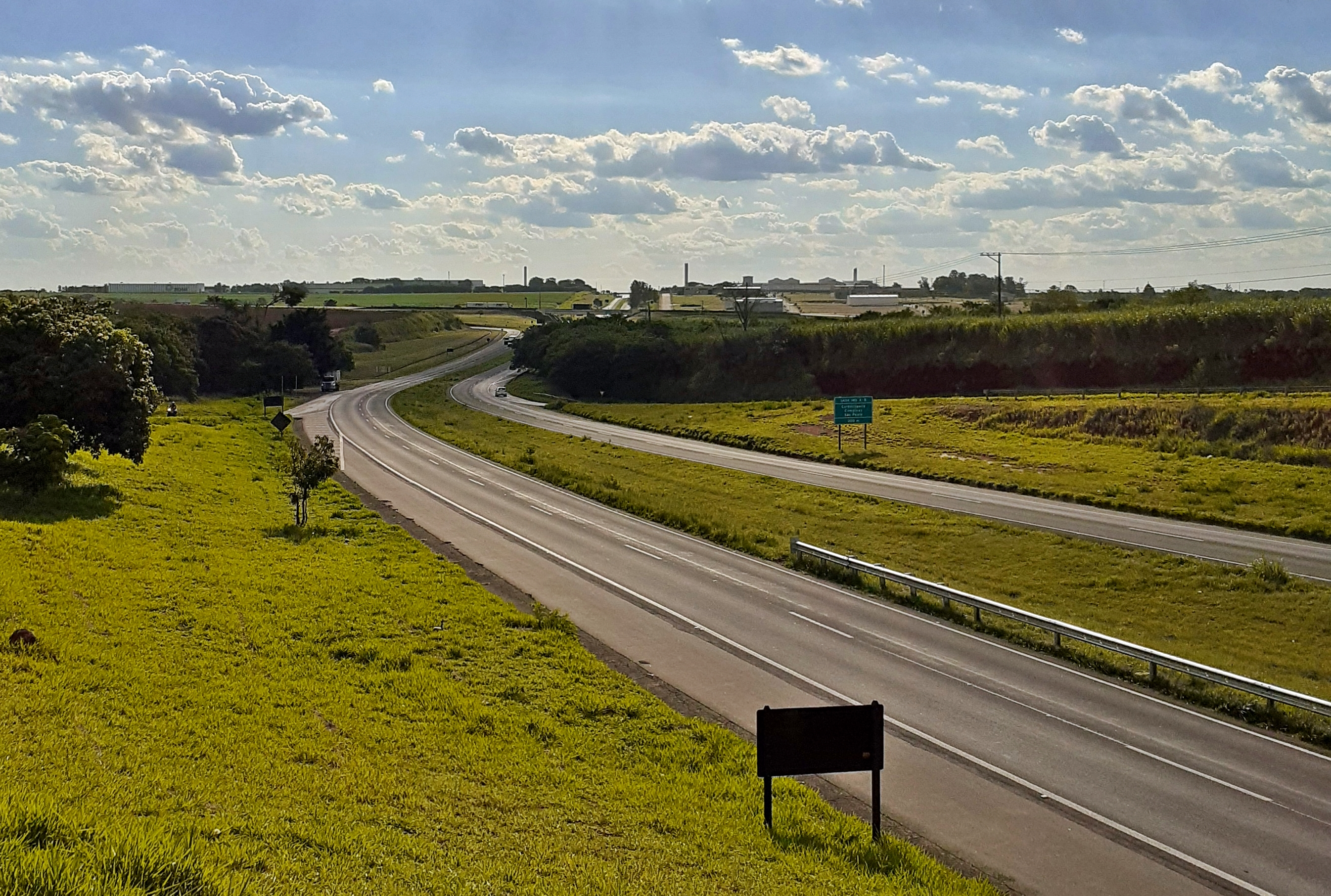
Trecho da rodovia SP-304 no município

A região também conta com amplo sistema viário, ramificado e considerado como de boa qualidade. As principais rodovias que atendem Santa Bárbara d'Oeste são a SP-135 (Rodovia Margarida da Graça Martins), a SP-304 (Rodovia Luiz de Queiroz), a SP-306 e a SP-348 (Rodovia dos Bandeirantes), sendo esta última considerada como a melhor rodovia do Brasil pela Confederação Nacional do Transporte. A frota municipal no ano de 2009 era de 92 754 veículos, sendo 58 391 automóveis, 2 218 caminhões, 315 caminhões trator, 5 028 caminhonete, 330 micro-ônibus, 21 512 motocicletas, 4 697 motonetas, 259 ônibus e quatro tratores de roda.
As avenidas duplicadas e pavimentadas e diversos semáforos facilitam o trânsito da cidade, mas o crescimento no número de veículos nos últimos dez anos está gerando um tráfego cada vez mais lento de carros, principalmente na Sede do município. Além disso, tem se tornado difícil encontrar vagas para estacionar no centro comercial da cidade, o que vem gerando alguns prejuízos ao comércio. O coeficiente da cidade é de 0,48 veículo por habitante, ou seja, existe praticamente um veículo para cada duas pessoas que moram no município. A empresa que realiza o transporte municipal é a NovaVia, antiga Sertran (Sertãozinho Transportes Ltda.). Em 2010, havia cerca de 20 linhas urbanas e o sistema possuía aproximadamente 200 mil quilômetros rodados por mês. As linhas intermunicipais são gerenciadas pela Empresa Metropolitana de Transportes Urbanos de São Paulo (EMTU-SP). Em 2006, a Região Metropolitana de Campinas possuía 18 linhas de ônibus, uma frota de 43 veículos que transportava diariamente cerca de 10,1 mil passageiros

## Cultura

### Pontos turísticos

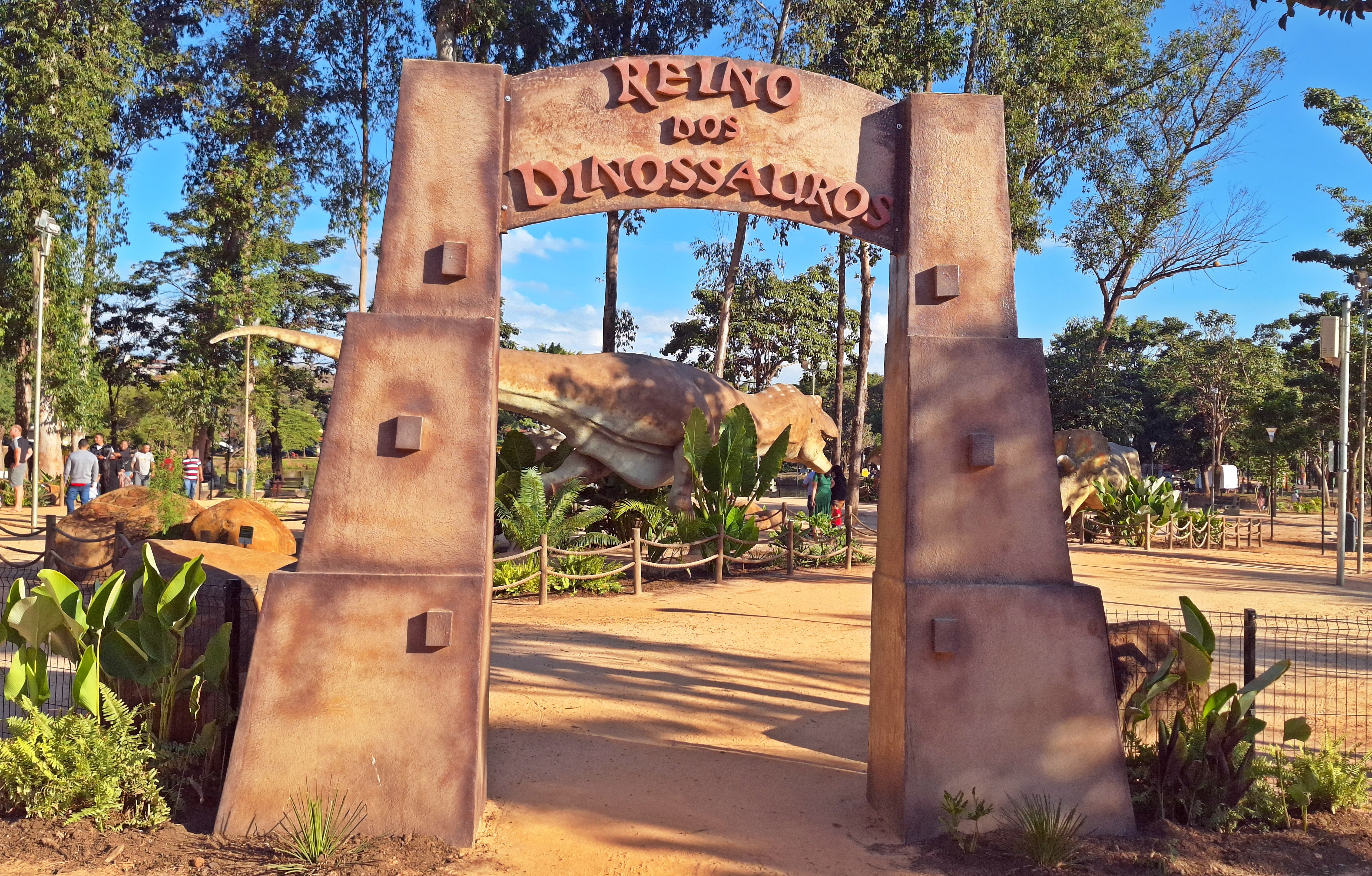
"Reino dos Dinossauros" no Parque dos Ipês

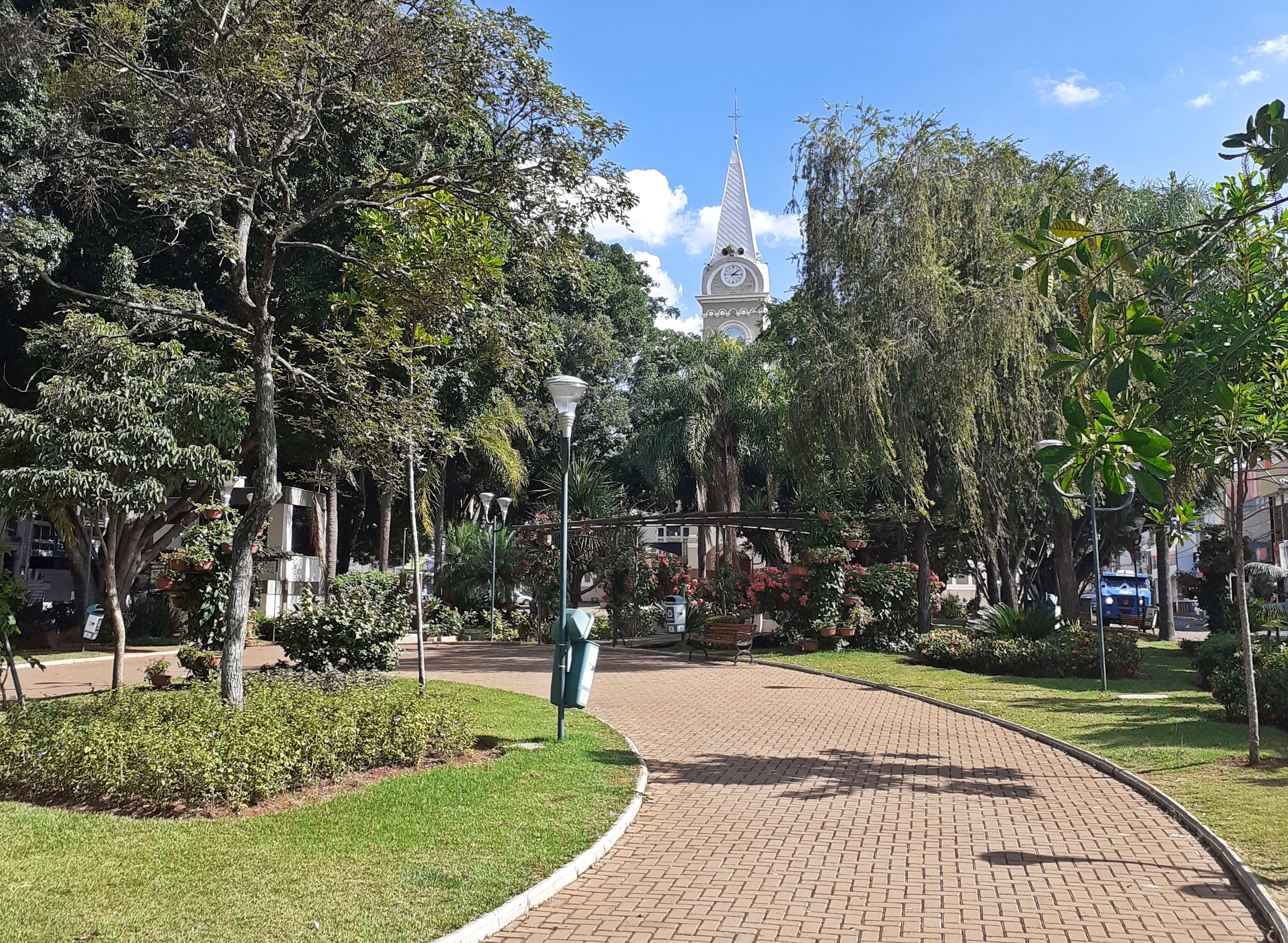
Praça Coronel Luiz Alves, no centro da cidade

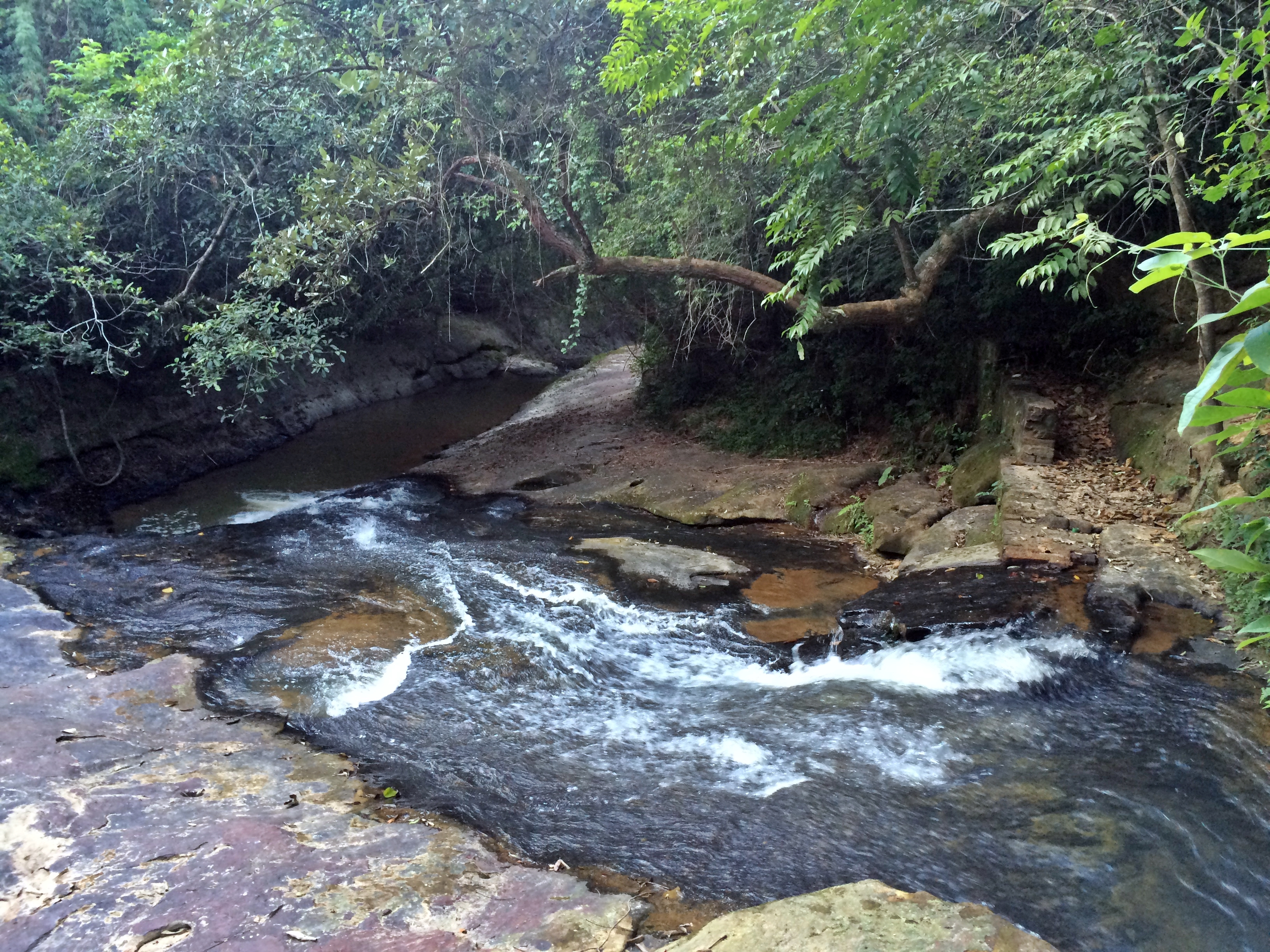
Cachoeira no bairro rural de Santo Antônio do Sapezeiro

O Parque dos Ipês, inaugurado em 1996, é o principal parque da cidade e conta com lagoa e variadas espécies de plantas, aves e peixes. Possui 7,2 hectares e está localizado próximo ao centro da cidade. Uma das principais referências para as pessoas que praticam caminhada e exercícios ao ar livre, o parque foi remodelado e reaberto em junho de 2008.
O Parque Araçariguama é um parque localizado próximo ao Parque dos Ipês e foi construído aproveitando o córrego de mesmo nome que nasce na região rural da cidade. Possui uma área de 70 mil metros quadrados, com uma lagoa de 12 mil metros quadrados, onde foi construída uma ponte com 14 metros de comprimento por 2,1 de largura.
O Tivoli Shopping, fundado em 1998, é um dos maiores centros de compras e lazer da região. Dispõe de uma grande variedade de produtos e serviços, reunindo várias marcas nacionais e internacionais. Um mix com aproximadamente 125 lojas em operação, sendo três âncoras (três lojas de departamentos), 25 lojas de alimentação entre fast-food, restaurante, cafeteria, doceria e sorveteria. Na área de serviços, possui agência bancária, correio, banca de jornal, serviços automotivos e um centro médico. Como entretenimento, o Tivoli oferece quatro salas de cinemas, jogos eletrônicos e uma área interna para eventos.
O bairro rural de Santo Antônio do Sapezeiro localiza-se a cerca de 10 km do centro da cidade e é um dos mais antigos da cidade. O nome do bairro se dá pela devoção do santo e devido ao grande número de sapês que havia na localidade. Faz parte dos atrativos do bairro a Igreja de Santo Antônio do Sapezeiro, onde acontece a Festa do Padroeiro, e a Cachoeira, que fica há apenas 4 km da igreja. O bairro também é bem conhecido por sua culinária caipira, com destaque para a linguiça, fabricada pelos próprios moradores.

### Museus e espaços culturais

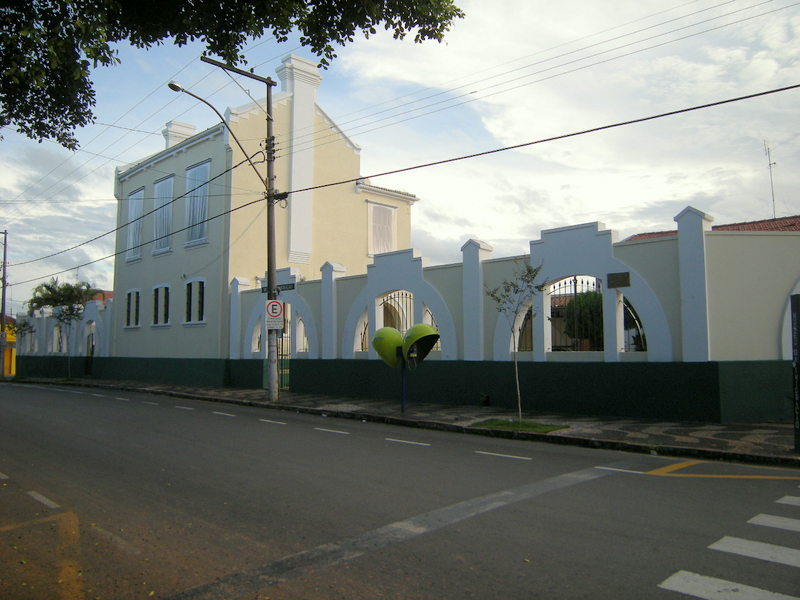
Fachada do Museu da Imigração.

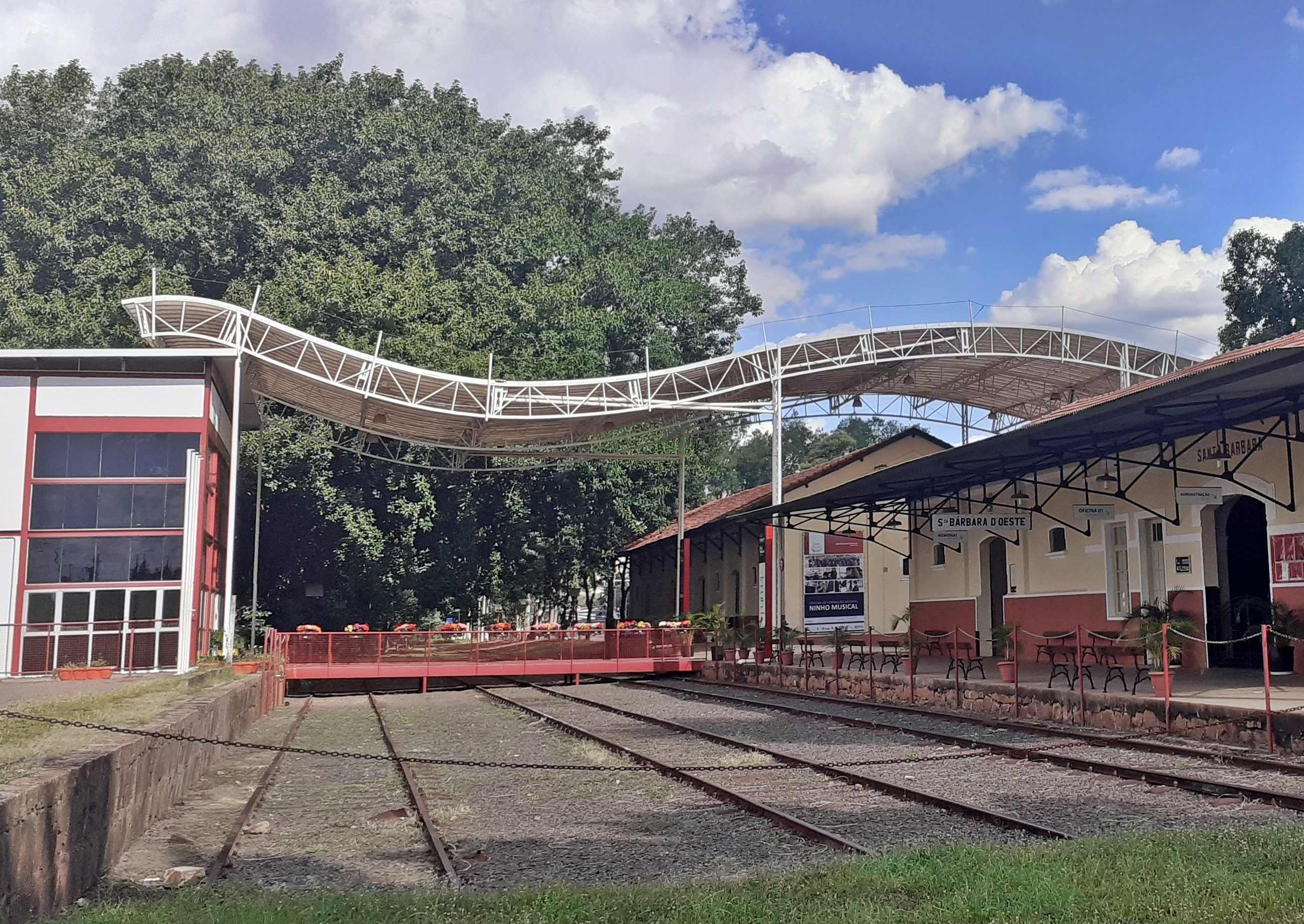
Vista do prédio da Estação Cultural de Santa Bárbara após a revitalização.

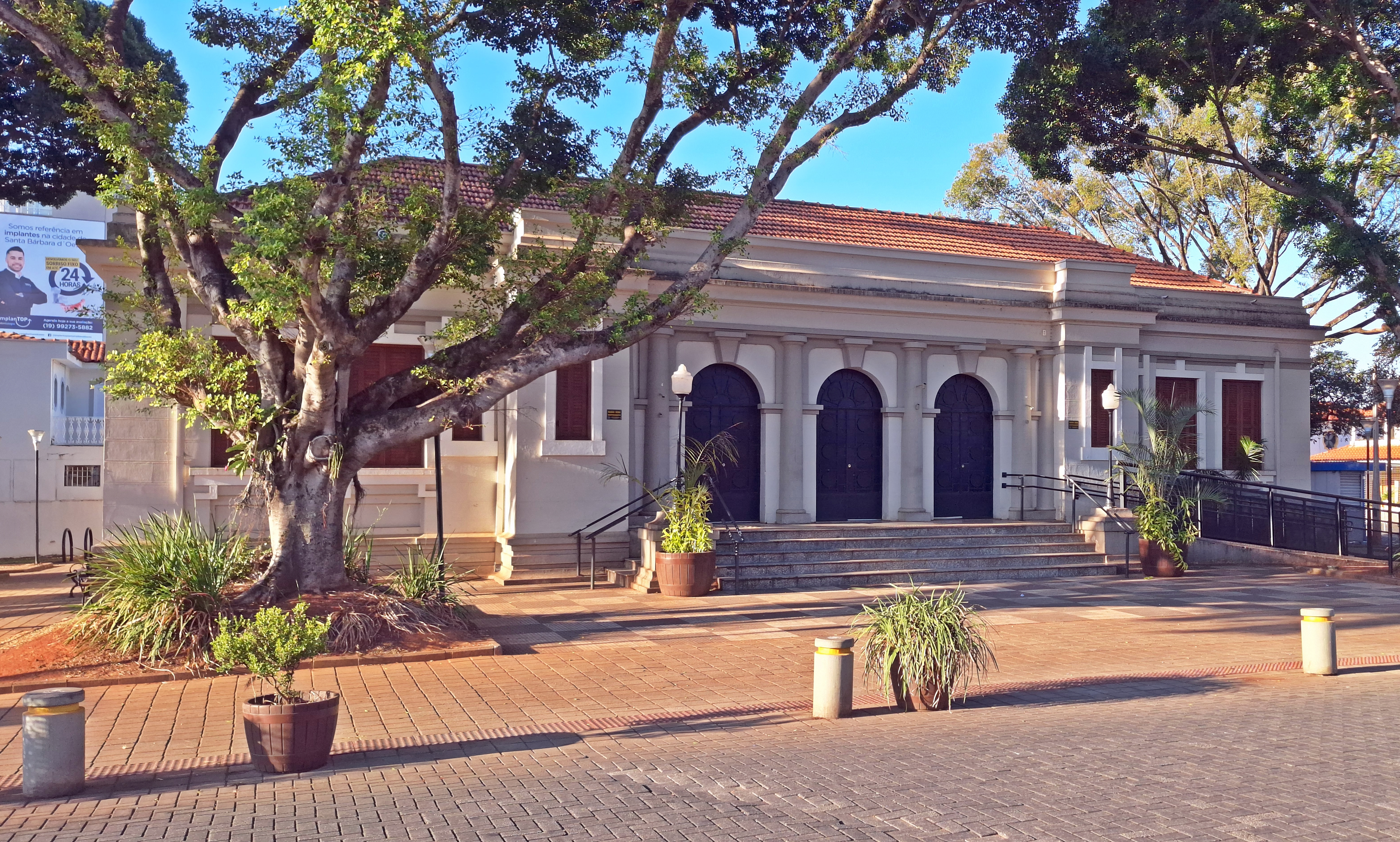
Centro de Memória de Santa Bárbara d'Oeste

O Museu da Imigração está instalado num prédio de arquitetura francesa, que foi construído no século passado para abrigar a cadeia da cidade. Com a inauguração de uma cadeia pública mais ampla e moderna, na década de 1970, o prédio foi desativado. Na década de 1980 foi reformado e passou a abrigar o Museu, cujo acervo inicial foi cedido pela Fraternidade Descendência Americana, que havia desativado o Museu que mantinha nas dependências do Cemitério do Campo. O acervo foi logo ampliado com objetos e documentos sobre a história do município e diversas doações feitas por descendentes de outras famílias de imigrantes. O Museu possui uma sala de exposições permanentes de trabalhos de artistas locais e de outras cidades.
A antiga estação ferroviária paulista foi construída em 1917 e serviu à cidade até 1995. Com a desativação da linha ferroviária, a estação entrou em um processo de degradação, transformando-se em ponto de prostituição e uso de drogas. No ano de 2007 a estação foi revitalizada e transformada em um centro cultural, com recursos da Fundação Romi e da Lei Rouanet, terminando com o aspecto decadente da área e sendo renomeada para Estação Cultural de Santa Bárbara. A Estação Cultural conta com auditório com capacidade para 200 pessoas, palco, camarim e mezanino, que serão utilizados para shows e apresentações teatrais, além de midiateca e uma biblioteca temática sobre a ferrovia. Além da revitalização dos antigos edifícios, foi construído também um prédio anexo que possui um cyber café e uma livraria. Graças ao projeto Ninho Musical, a Estação Cultural de Santa Bárbara d'Oeste recebeu a titulação de "Ponto de Cultura do Estado de São Paulo". O projeto permite que dezenas de participantes aperfeiçoem seus conhecimentos musicais teóricos e práticos a fim de se desenvolverem como músicos amadores ou profissionais. Através de uma iniciativa pioneira do maestro Paulo César Bellan, o projeto Ninho Musical surgiu através de uma parceria entre a Fundação Romi, a Prefeitura de Santa Bárbara d'Oeste e o Governo Federal.

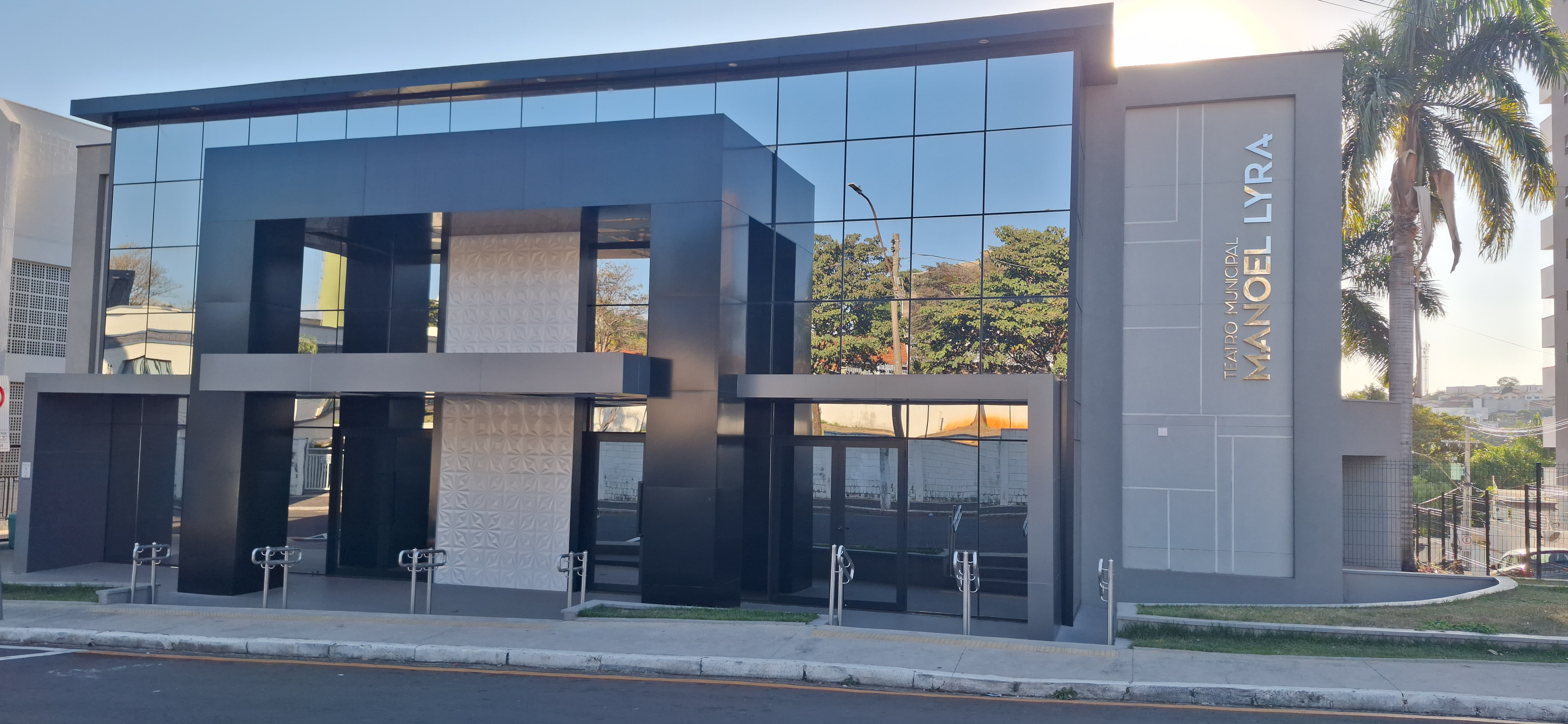
Teatro Municipal Manoel Lyra

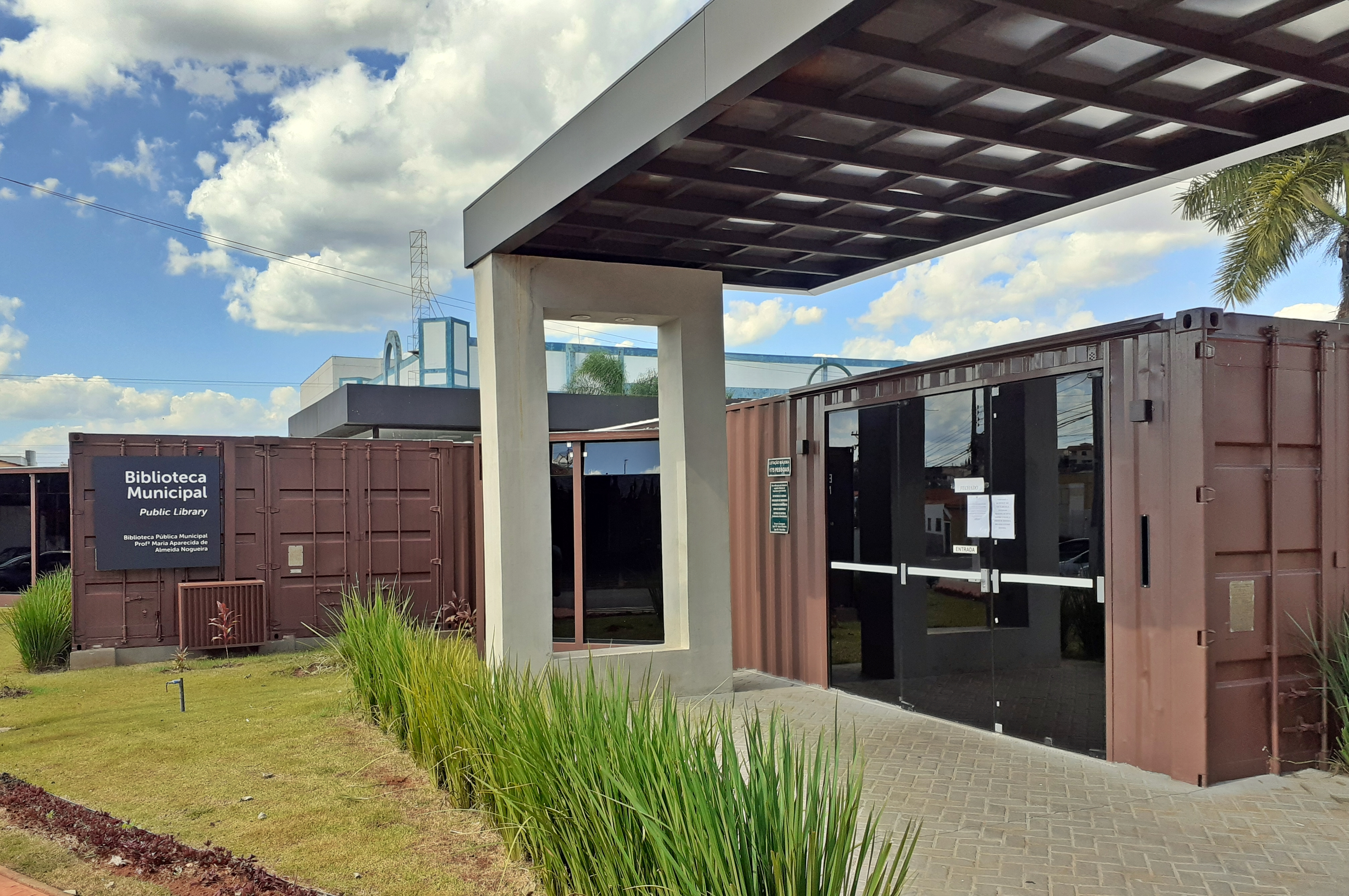
Biblioteca Pública Municipal

Fundado em 1994, o Teatro Municipal Manoel Lyra leva o nome de um pioneiro do teatro no interior paulista, que dedicou sua vida à arte dramática e a difusão do teatro. O teatro municipal é um espaço criado não apenas para servir ao lazer da população ou sediar eventos. É parte de um plano que visa a resgatar o interesse e o desenvolvimento cultural de uma geração cada vez mais distante das artes e da cultura.
Em 20 de setembro de 2000, a Prefeitura Municipal de Santa Bárbara inaugurou o Centro de Memória da cidade, com o objetivo de recolher, guardar e preservar documentos relacionados à história da cidade. Fonte para a história do município o acervo é composto de jornais e recortes, revistas, fotografias, fitas cassete e de vídeo, publicações específicas sobre a cidade, além de uma pequena biblioteca de livros raros que datam da segunda metade do século XIX, além de possuir uma sala para consultas.
Fundada em 15 de junho de 1968, a Biblioteca Pública Municipal "Maria Aparecida de Almeida Nogueira" foi a primeira biblioteca do município e se localiza na região central do município. Atualmente, a Biblioteca Central, como também é conhecida, possui um acervo de cerca de 45 000 livros, 20 títulos de revistas e 9 títulos de jornais. A frequência de visitas é estimada em 10 000 pessoas por mês. Outras bibliotecas da cidade são a Biblioteca Pública Municipal e Centro Cultural "Prof. Léo Sallum", localizada na chamada "zona leste" da cidade e a Biblioteca Pública Municipal "CAIC Irmã Dulce".

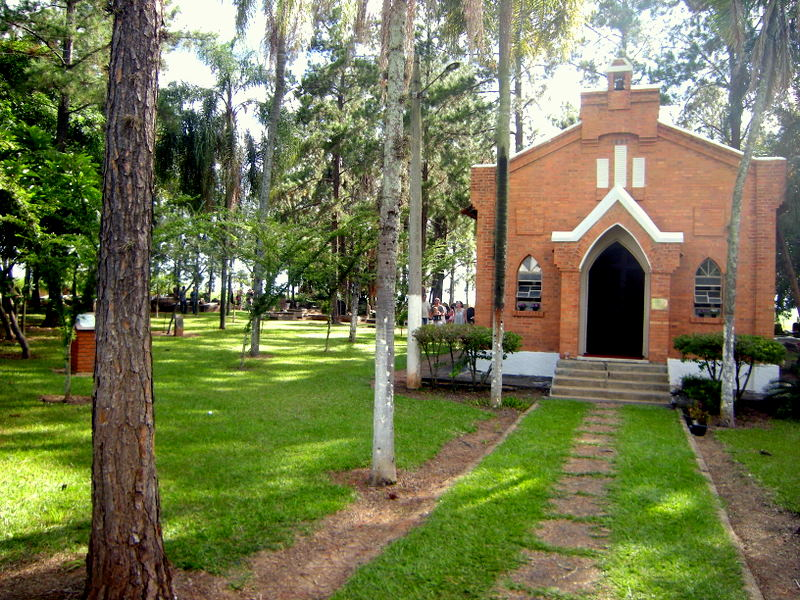
Capela localizada no Cemitério do Campo

O Cemitério dos Americanos, também conhecido como Cemitério do Campo por estar localizado no Bairro do Campo, foi iniciado em 1867 com o sepultamento de Beatrice Oliver, esposa do Cel. Oliver, um dos muitos imigrantes que se estabeleceram neste município a partir de 1866. Na época, o cemitério do município pertencia à Igreja Católica que proibia o sepultamento de não católicos no local. Com isso, O Cel. Oliver seguindo um velho costume do sul dos Estados Unidos sepultou sua esposa e posteriormente suas filhas em terras de sua propriedade. Com o passar dos anos, ele destinou um hectare de suas terras para que as famílias americanas pudessem sepultar seus mortos. Hoje cerca de 500 pessoas estão ali sepultadas. O cemitério possui uma área de recreação onde os descendentes americanos realizam reuniões trimestrais e anualmente, a Festa Confederada, recebendo visitantes de várias partes do país e do exterior. Já recebeu ilustres visitantes como o ex-governador da Geórgia, o ex-presidente americano Jimmy Carter e sua esposa Rosalyn, na década de 1970, além de representantes do consulado e de órgãos de imprensa dos Estados Unidos.

### Esportes

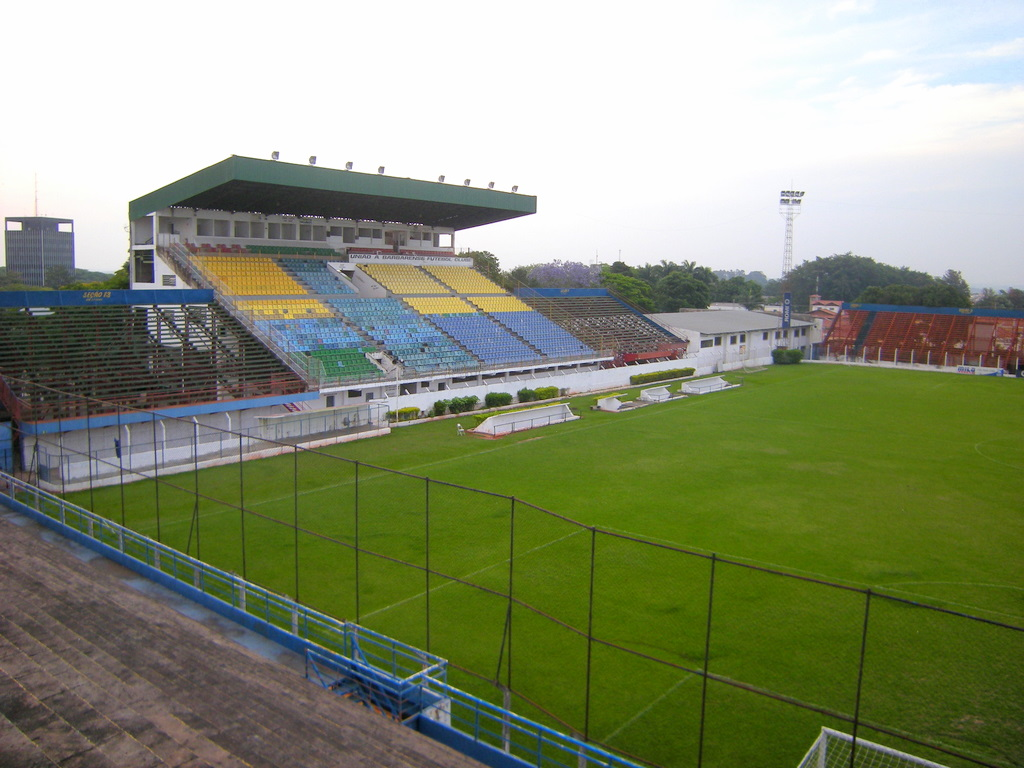
Estádio Antonio Lins Ribeiro Guimarães do União Agrícola Barbarense

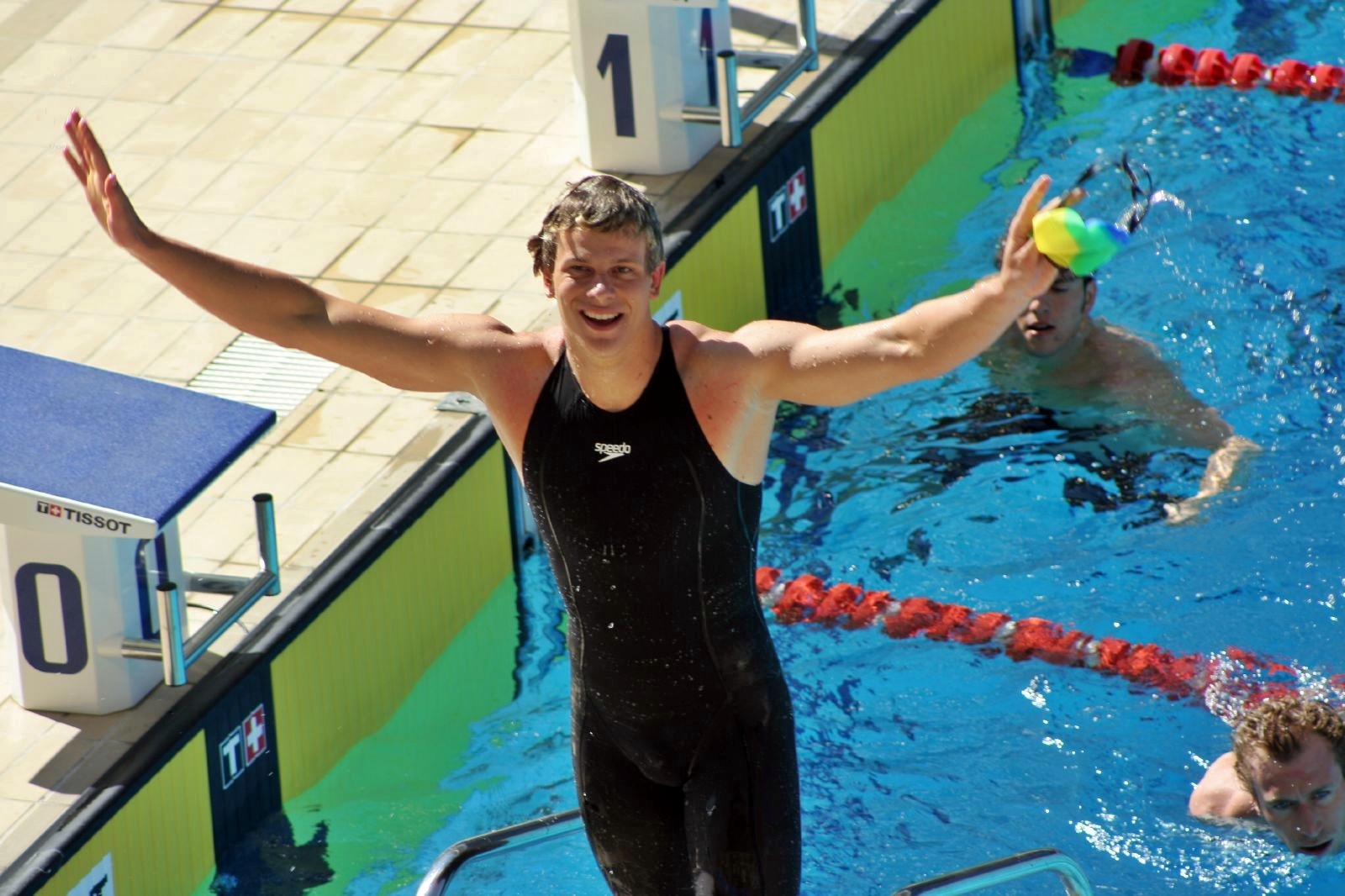
O nadador recordista César Cielo é natural de Santa Bárbara

O principal time de futebol da cidade é o União Barbarense, fundado em 22 de novembro de 1914 e campeão da Série C do Campeonato Brasileiro em 2004. No passado, a cidade também teve outros times, tais como o Cillos, a Internacional, o Palmeiras da Usina Furlan, o Paulista e a Usina Santa Bárbara.
O Esporte Clube Barbarense mantém uma equipe de natação que têm obtido resultados significativos nas competições realizadas em todo o estado de São Paulo. Em 2007 o nadador barbarense César Cielo Filho, que iniciou sua carreira nesse clube, recebeu destaque nacional ao ganhar três medalhas de ouro e uma de prata durante os Jogos Pan-americanos, no Rio de Janeiro e destaque mundial ao ganhar a primeira medalha de ouro de um nadador brasileiro durante os Jogos Olímpicos de Verão de 2008.
Em setembro de 2010 as piscinas do Esporte Clube Barbarense sediaram uma das mais importantes competições do calendário esportivo do Brasil: o Troféu José Finkel de Natação. Essa competição serviu como a seletiva brasileira para o Campeonato Mundial de Natação em Piscina Curta de 2010 que foi realizado na cidade de Dubai, nos Emirados Árabes Unidos.
Em 2010, a administração municipal de Santa Bárbara d'Oeste deu início ao processo de construção do Pólo Aquático César Cielo. Obedecendo padrões técnicos internacionais, a primeira piscina olímpica da região terá a extensão de 50 x 25 metros e profundidade de 2,5 metros. Serão investidos R$ 3,3 milhões no projeto, que conta com recursos do Ministério dos Esportes e da Prefeitura. A área total do Pólo Aquático será de 3,6 mil metros quadrados, com arquibancadas, vestiário e salas de treinamento. A previsão de entrega da obra é de seis meses após o término do processo licitatório.

### Eventos e feriados

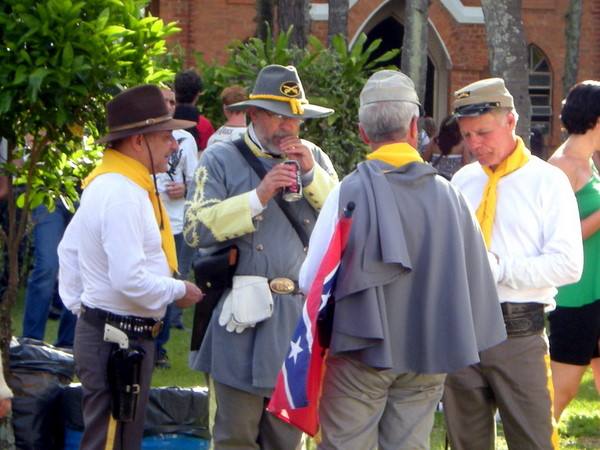
Descendentes norte-americanos durante a Festa Confederada no Cemitério do Campo

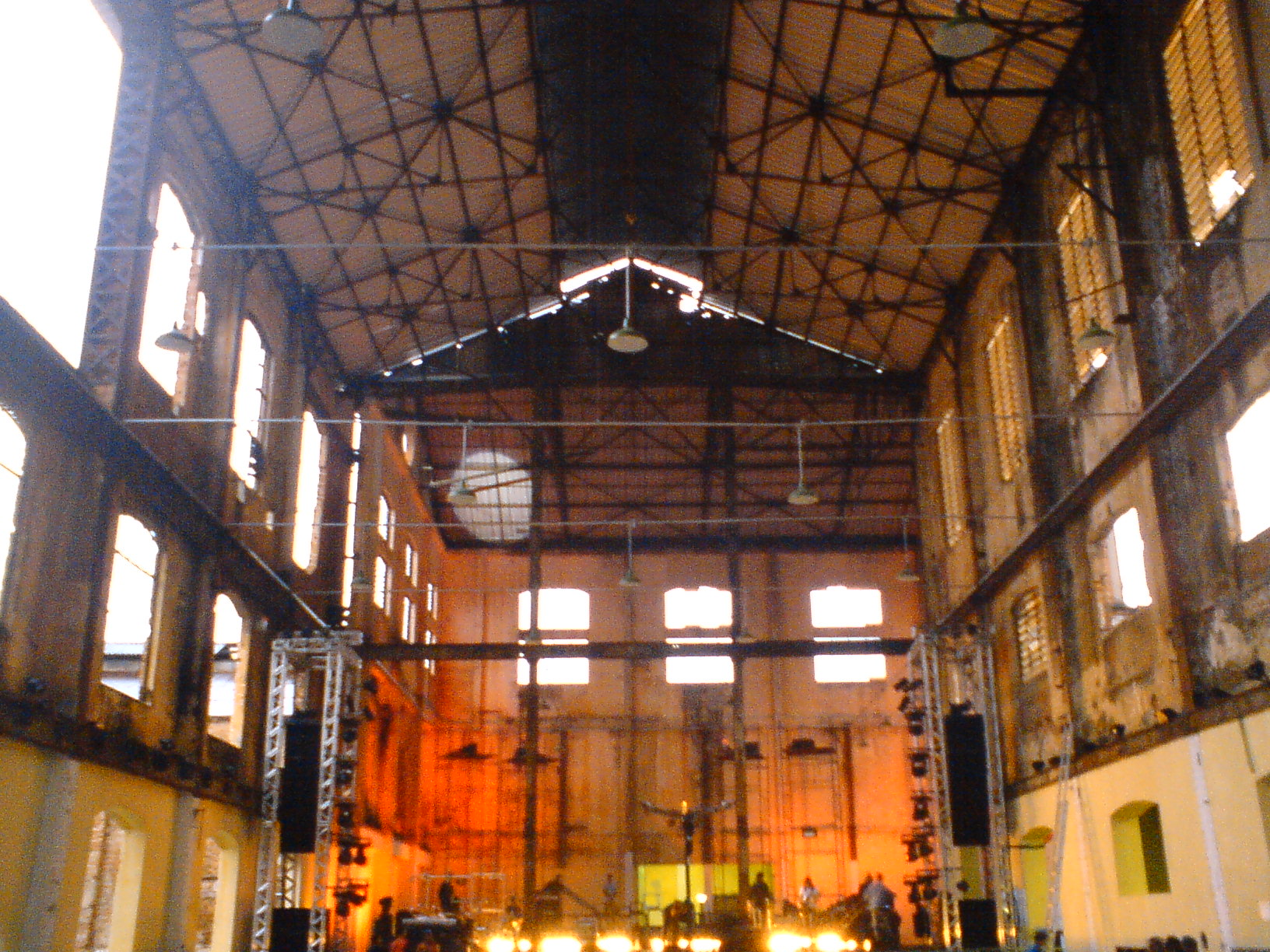
Complexo Cultural da Usina Santa Bárbara

O município realiza diversas festas anuais, como o Santa Bárbara Rock Fest, a Festa da Imigração, a Feira das Nações e a Festa Confederada Brasil-Estados Unidos. Anualmente, no mês de abril, a Fraternidade Descendência Americana, hoje administradora do Cemitério do Campo, realiza a Festa Confederada Brasil-Estados Unidos na área de recreação que o cemitério possui. A Festa recebe visitantes de várias localidades do Brasil e do Mundo, e já contou com a presença de personalidades ilustres como, na década de 1970, o ex-governador da Geórgia e presidente dos Estados Unidos Jimmy Carter e sua esposa, que possuem um ancestral sepultado no local. No ano de 2006 a Festa atraiu 1 500 pessoas, há 23 anos é realizada no mesmo local e tem como foco retomar a tradição e a cultura dos imigrantes norte-americanos sulistas. Durante o evento há barracas de comidas tipicamente americanas, como frango empanado, hambúrgueres e milho cozido; bandas tocando jazz, dixieland, country tradicional e folk americano, além disso, é possível ver a bandeira Dixie – o símbolo dos estados rebeldes – espalhadas por todo lado. As danças folclóricas norte-americanas são o ponto alto do evento. As mulheres se vestem a caráter, como a personagem Scarlett O'Hara, vivida por Vivien Leigh no filme "...E o Vento Levou" (clássico que se passa durante a guerra civil americana), e os homens trajam uniforme cinza, botas e chapéus, como se estivessem em um campo de batalha. As danças são do tipo square dance (uma espécie de quadrilha americana), cancan e outras danças folk sulistas.
O Santa Bárbara Rock Fest é um festival de música especializado em rock que acontece na cidade desde 2014 com o objetivo de incentivar a produção musical, valorizar a arte e revelar talentos locais. Em sua primeira edição, foi relaizado no Parque Araçariguama. A partir da segunda edição, o evento foi transferido para o local da antiga usina de cana-de-açúcar chama Usina Santa Bárbara, fundada em 1877 e desativada em 1995, e contou com 180 bandas inscritas. Em 2019, na quarta edição, o festival reuniu público de 80 cidades e teve 46 bandas se apresentando em quatro palcos, totalizando mais de 30 horas de música.
Em Santa Bárbara d'Oeste, há apenas um feriado municipal, oito feriados nacionais e três pontos facultativos. O único feriado municipal é o dia da padroeira Santa Bárbara e do aniversário da cidade, em 4 de dezembro. De acordo com a lei federal nº 9 093 de 12 de setembro de 1995, os municípios podem ter no máximo quatro feriados municipais, já incluso neste a Sexta-Feira Santa.